# Jon Moxley
Jonathan David Good (Cincinnati, 7 de dezembro de 1985) é um lutador profissional americano atualmente contratado pela All Elite Wrestling (AEW), onde atua sob o nome de ringue Jon Moxley. Ele foi quatro vezes campeão mundial da AEW, sendo o recordista de reinados com o título. Ele também faz aparições adicionais na New Japan Pro Wrestling (NJPW) e no circuito independente ; principalmente Game Changer Wrestling (GCW). Ele se tornou amplamente conhecido por seu mandato na WWE, onde atuou sob o nome de ringue Dean Ambrose de 2011 a 2019
No início da carreira de Good, ele competiu com o nome de Jon Moxley em várias promoções regionais, como Heartland Wrestling Association (HWA), Combat Zone Wrestling (CZW) e Dragon Gate USA (DGUSA). Ao assinar com a WWE em 2011, ele recebeu o nome de Dean Ambrose e começou a competir nos territórios de desenvolvimento da empresa, FCW e NXT, antes de se juntar ao plantel principal em novembro de 2012 como membro do The Shield ao lado de Roman Reigns e Seth Rollins. Ambrose venceu o WWE United States Championship, seu primeiro título na WWE, em maio de 2013; seu reinado de 351 dias tornou-se o reinado mais longo do United States Championship desde que o título passou a ser propriedade da WWE. Após amplo sucesso, o The Shield se separou em junho de 2014. Ambrose ganhou o WWE World Heavywheight Championship uma vez, o WWE Intercontinental Championship três vezes e o WWE Raw Tag Team Championship duas vezes (ambas com Rollins), o que o tornou o 27º Campeão da Triple Crown. e 16º Campeão do Grand Slam. Ele também ganhou a luta de escadas do Money in the Bank em 2016.
Good deixou a WWE em abril de 2019, posteriormente voltando ao seu personagem Jon Moxley e estreando pela AEW em seu evento inaugural o Double or Nothing. Ele também começou a trabalhar na NJPW e venceu o IWGP United States Championship em sua luta de estreia, tornando-se a primeira e única pessoa a conquistar o WWE e o IWGP United States Championship. Ele venceu pela segunda vez em janeiro de 2020 e se tornou o campeão com o reinado mais longo da história do título. Ele também venceu o AEW World Championship em fevereiro de 2020, tornando-se a primeira pessoa a conquistar títulos na AEW e NJPW simultaneamente; ele mais tarde se tornaria o campeão com maior reinado da história do título também.
Caracterizado por sua personalidade de wrestling desequilibrada e instável, Good também foi reconhecido por sua popularidade com o público; ele ganhou o prêmio da Pro Wrestling Illustrated (PWI) de Wrestler Mais Popular do Ano em 2014 e 2015, e foi nomeado Lutador do Ano pela Sports Illustrated em 2019. Ele também liderou a lista da PWI 500 dos 500 melhores lutadores masculinos no mundo em 2020. Além do wrestling, ele estrelou o papel principal do filme de ação 12 Rounds 3: Lockdown (2015) e como o antagonista no filme Cagefighter: Worlds Collide (2020).

## Início de vida
Jonathan David Good nasceu em Cincinnati, Ohio, em 7 de dezembro de 1985. Um fã ávido de luta livre profissional que idolatrava Bret Hart quando criança, Good usava a luta livre como uma fuga de sua educação difícil; desde modo, ele assistia fitas de vídeo e lia histórias sobre os primeiros dias da modalidade. Um ano depois de começar a treinar para se tornar um lutador, ele abandonou o ensino médio.

## Carreira na luta livre profissional

### Heartland Wrestling Association (2004–2011)
Good começou a trabalhar para Les Thatcher na Heartland Wrestling Association (HWA) quando ainda era um adolescente; ele vendia pipoca e arrumava o ringue, antes de começar a treinar de facto aos dezoito anos, já que Thatcher recusou-se a ensina-lo antes disso. Ele também teve como professor Cody Hawk. Usando o nome de ringue Jon Moxley, ele fez sua estreia em junho de 2004. Menos de um ano depois, Moxley fez dupla com Jimmy Turner, e em 11 de maio de 2005, venceram os Extreme Desire (Mike Desire e Tack) para capturarem o Campeonato de Duplas da HWA. No entanto, eles perderam os títulos para Quinten Lee e Ala Hussein. Moxley então começou fazer parceria com Ric Byrne em uma equipe conhecida como "Heartland Foundation". Eles derrotaram Desire e Tack pelo título em 19 de agosto de 2005, mas foram despojados do campeonato por razões desconhecidas no mesmo dia.

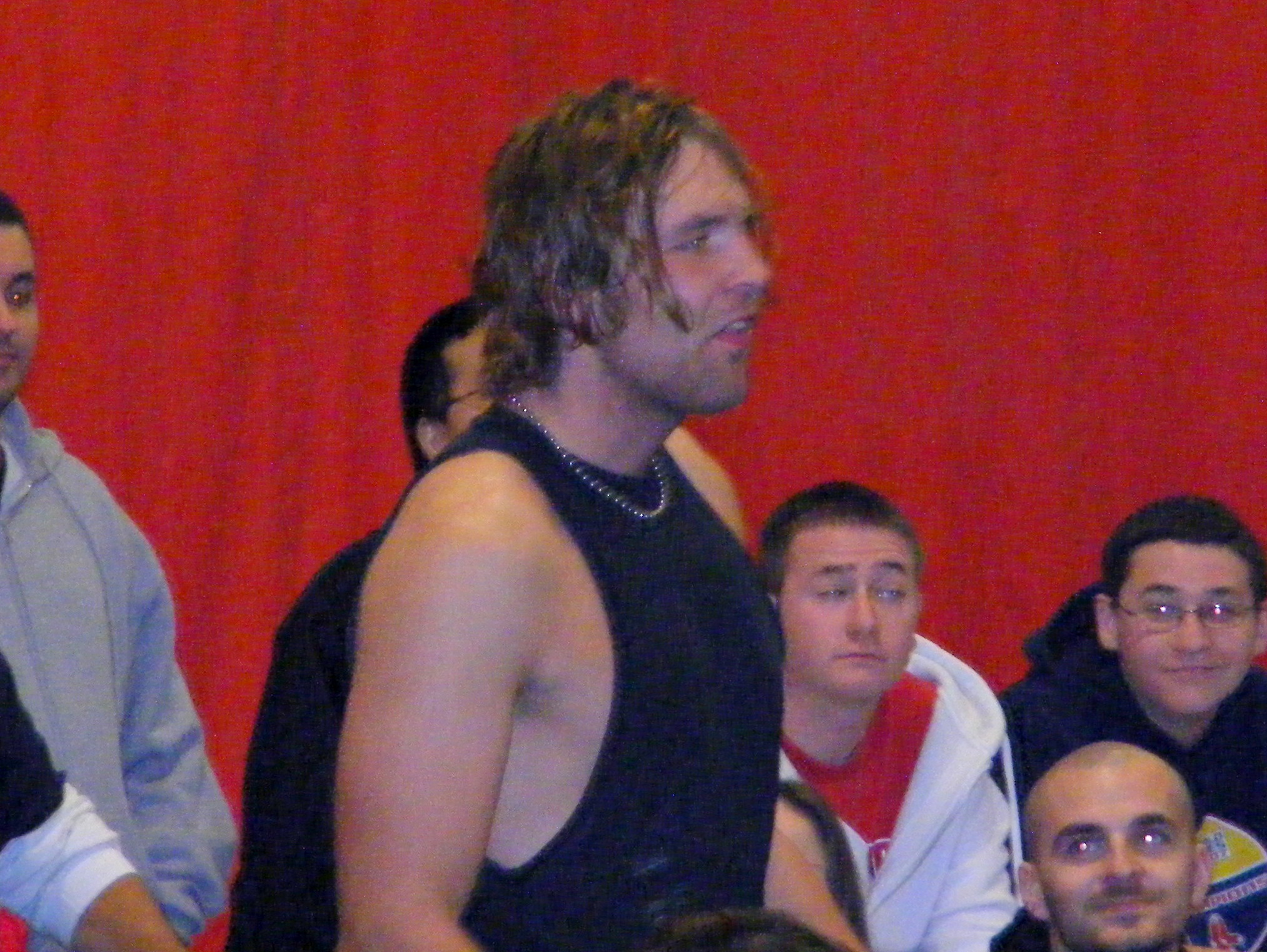
Moxley no circuito independente em 2010.

Em 2006, Moxley começou a disputar o Campeonato Peso-Pesado da HWA. Ele formou um grupo chamado The Crew, que ao longo do tempo teve lutadores como Sami Callihan, Dick Rick, Eric Darkside e Pepper Parks. Em 9 de maio de 2006, ele venceu Parks pelo título da HWA, ficando com ele por mais de quatro meses, antes de perde-lo para Chad Collyer em 12 de setembro do mesmo ano. Moxley venceu o título novamente após vencer Parks em 30 de dezembro. Três dias depois, em 2 de janeiro de 2007, ele o perdeu para Brian Jennings.
Moxley retornou para a divisão de duplas formando uma equipe com seu ex-treinador Cody Hawk. Em 12 de junho de 2007, Moxley e Hawk venceram Tack e Tarek para conquistarem o Campeonato de Duplas da HWA. O reinado da dupla foi de apenas quatro dias, quando Andre Heart e Richard Phillips, conhecidos como "GP Code", os derrotaram pelo título. Moxley continuou na divisão de duplas pelo resto de 2007 até o início de 2010. Em 2009, ele começou uma equipe com King Vu, ficando conhecidos como "Royal Violence". Eles conquistaram o título de duplas da HWA duas vezes enquanto estavam juntos. A primeira vez foi em 14 de outubro, quando bateram a Kosher Klub. Eles mantiveram o título até o dia 2 de dezembro, quando foram derrotados pela The Irish Airborne (Dave e Jake Crist). Pouco mais de duas semanas depois, os Royal Violence recuperaram o título de duplas em 19 de dezembro.
Enquanto continuava campeão de dupla, Moxley conseguiu o HWA Heavyweight Championship pela terceira vez. Em 6 de janeiro de 2010, ele descontou com sucesso em seu contrato "Pick Your Poison" contra Aaron Williams. King Vu, em seguida, traiu Moxley, custando-lhes o campeonato de duplas. Em 24 de fevereiro, a Noble Bloods (Lord Matthew Taylor e Sir Chadwick Cruise) derrotaram os Royal Violence pelos títulos. Em 14 de julho, Moxley perdeu o Campeonato Peso-Pesado da HWA para Gerome Phillips.

### Insanity Pro Wrestling (2007–2011)
Após a defesa bem sucedida do do Campeonato Mundial dos Pesos-Pesados da IPW contra Aaron Williams no "Desperate Measures" em 5 de junho de 2010, Jimmy Jacobs atacou Moxley, de modo que os demais lutadores viessem separa-los. Moxley perguntou a Jacobs o motivo do ataque, e em seguida, ambos passaram a discutir. Em 21 de agosto, no IPW 9th Anniversary: Reign of the Insane, Moxley derrotou Jacobs para manter com sucesso seu título. Em 2 de outubro, no Shocktoberfest, Moxley venceu Drake Younger em uma luta "three stages of Insanity" para manter com sucesso o Campeonato Mundial dos Pesos-Pesados da IPW. em 1 de janeiro de 2011, no Showdown In Naptown, Moxley perdeu o título para Jimmy Jacobs em uma luta de coleiras de cachorro, devido à paralisação do árbitro.

### Combat Zone Wrestling (2009–2011)

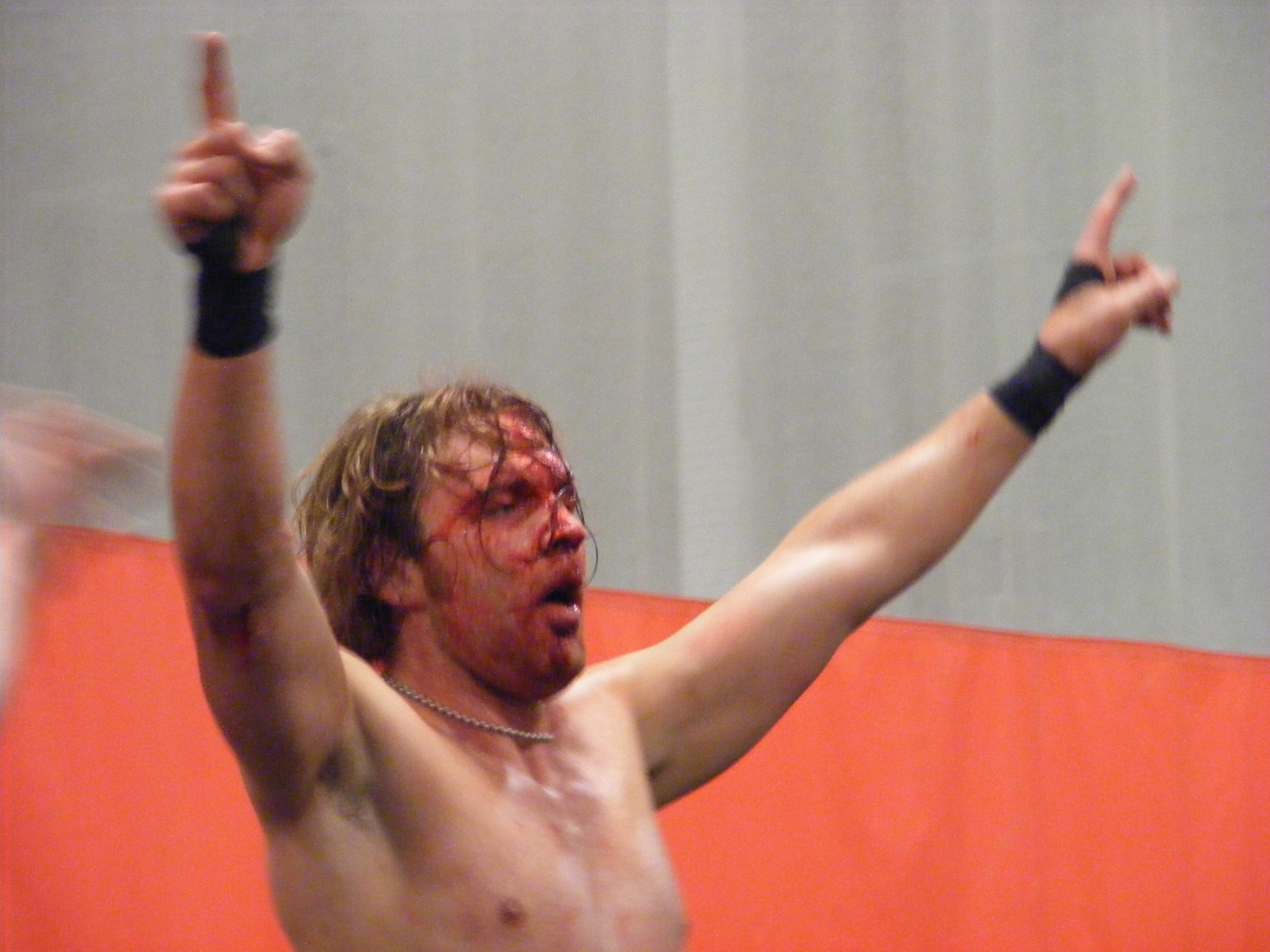
Jon Moxley após defender o Campeonato Mundial dos Pesos-Pesados da CZW contra Nick Gage em 2010

Em 6 de junho de 2009, Moxley foi um dos participantes do Tournament of Death VIII promovido pela Combat Zone Wrestling. Na primeira rodada, ele derrotou Brain Damage, mas perdeu para Nick "F'N" Gage em uma luta triple threat, incluindo também Scotty Vortekz, nas semifinais. Em 25 de outubro de 2009, Moxley participou do CZW Tournament of Death: Rewind, onde na primeira rodada ele enfrentou e perdeu para Thumbtack Jack.
No CZW 11th Anniversary Show em 12 de fevereiro de 2010, Moxley derrotou B-Boy para ganhar o Campeonato Mundial dos Pesos-Pesados da CZW. Em 8 de agosto, Moxley perdeu o título para Nick Gage em uma luta ultraviolent three way, envolvendo também Drake Younger. Em 14 de agosto, Moxley recuperou o campeonato da CZW em um combate three-way dance, envolvendo também Egotistico Fantastico. No CZW 12th Anniversary Show em 12 de fevereiro de 2011, Moxley perdeu o Campeonato Mundial dos Pesos-Pesados da CZW para Robert Anthony.

### Dragon Gate USA (2009–2011)
Good começou a trabalhar para a Dragon Gate USA (DGUSA) em 28 de novembro de 2009, onde venceu B-Boy em uma luta preliminar. Jonathan continuou trabalhando para a empresa em 2010, e em 23 de janeiro venceu Darin Corbin novamente em uma luta preliminar. Na mesma noite, ele atacou Lacey até que Tommy Dreamer o salvou. Good formou uma equipe com Brian Kendrick para enfrentar Paul London e Jimmy Jacobs, onde Good e Kendrick saíram vitoriosos. No entanto, após o encerramento da luta, London e Kendrick jogaram Jon contra uma mesa. Em 27 de março, Good fez sua estreia em um pay-per-view da Dragon Gate USA em Phoenix, Arizona, lutando contra Dreamer em uma luta hardcore, onde acabou vencendo. Em 8 de maio, no pay-per-view Uprising, Good sofreu uma séria lesão em seu peito durante uma luta contra Jimmy Jacobs.
No Freedom Fight, que foi ao ar em 7 de janeiro de 2011, Moxley e Akira Tozawa foram derrotados por Homicide e BxB Hulk em uma luta de duplas.

### Ring of Honor (2007)
Moxley competiu em duas lutas para a Ring of Honor em 2007. Em 23 de fevereiro, Moxley se uniu com Alex Payne, perdendo para Bobby Dempsey e Rhett Titus em um combate preliminar. Em 22 de junho, Moxley perdeu para Mitch Franklin também em uma luta preliminar.

### Full Impact Pro (2010)
No FIP Southern Stampede em 17 de abril de 2010, Moxley derrotou Roderick Strong para ganhar o vago Campeonato Mundial dos Pesos-Pesados da FIP. Em 7 de agosto no Cage Of Pain III, Moxley derrotou Bruce Santee para manter o título.

### Evolve (2010–2011)
Moxley fez sua estreia no Evolve no evento Evolve 3: Rise or Fall em 1 de maio de 2010, perdendo para Drake Younger. Em 23 de julho, Moxley lutou contra Brodie Lee em uma luta que acabou em dupla desqualificação no Evolve 4: Danielson vs Fish. No Evolve 6: Aries vs. Taylor em 10 de novembro de 2010, Moxley derrotou Homicide em um combate Relaxed Rules após o árbitro pedir para tocar a campainha. Em 19 de abril de 2011, Moxley lutou seu último combate na Evolve, perdendo para Austin Aries.

### Jersey All Pro Wrestling (2010–2011)
Ele fez sua estreia na Jersey All Pro Wrestling (JAPW) em 23 de outubro de 2010, derrotando Devon Moore. Em 5 de fevereiro de 2011, JAPW estreou em South River, Nova Jersey. Neste evento, Moxley tornou-se o mais novo membro da United States Death Machine.

### WWE (2011–2019)

#### Florida Championship Wrestling (2011–2012)
Em 4 de abril de 2011, foi confirmado que Good tinha assinado um contrato de desenvolvimento com a WWE, e a Dragon Gate USA concedeu a sua libertação da promoção. Good tinha aparecido anteriormente para a promoção como Jon Moxley, em 20 de janeiro de 2006, quando ele se juntou com Brad Attitud para perder para os MNM em uma luta gravada para o Velocity. Em 27 de maio de 2011, ele se juntou ao território de desenvolvimento da WWE, a Florida Championship Wrestling (FCW), sob o nome de Dean Ambrose.

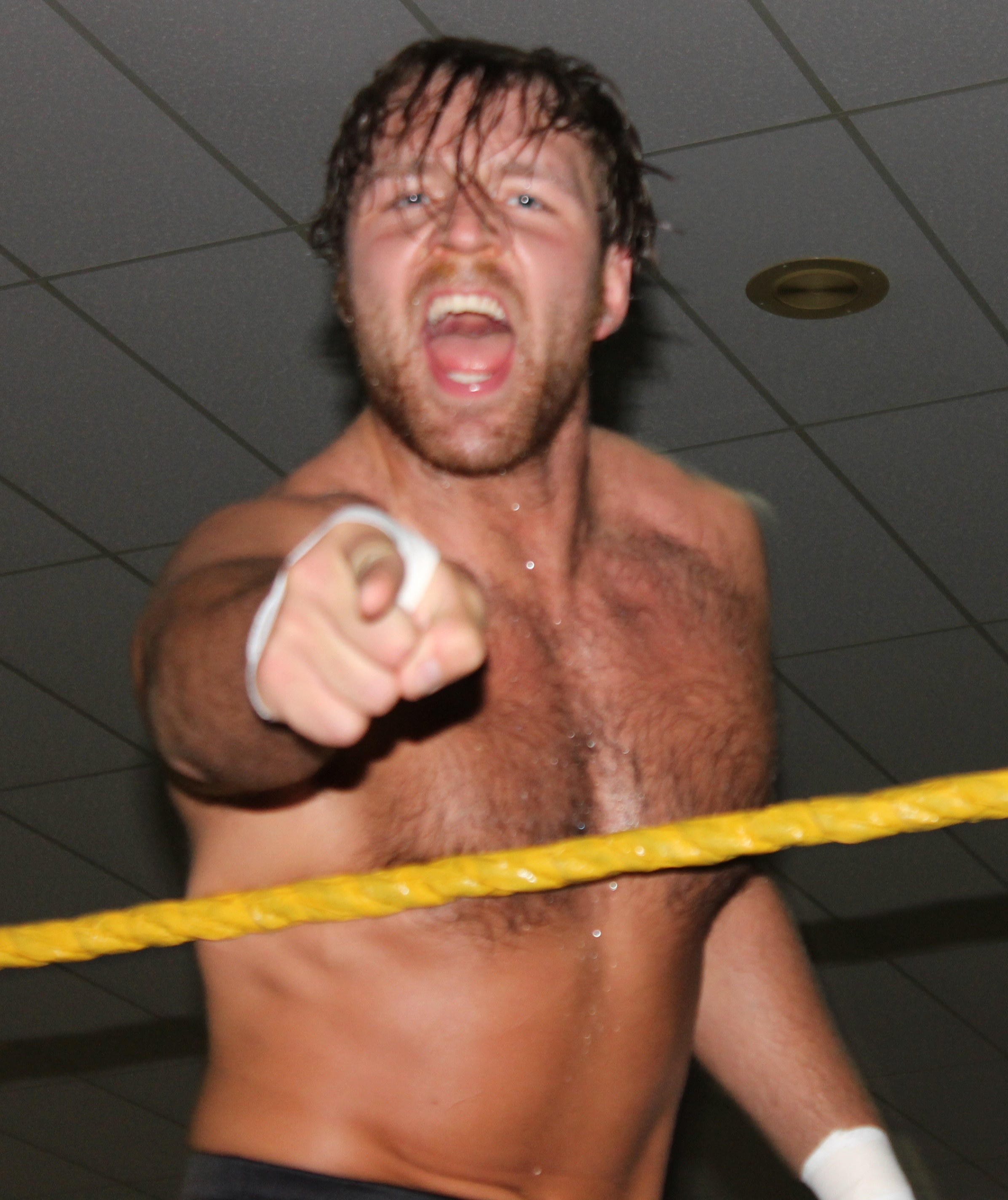
Dean Ambrose em um evento do NXT em outubro de 2012.

Ambrose fez sua estreia na televisão no no episódio de 3 de julho da FCW, onde ele desafiou Seth Rollins, outro lutador independente proeminente. Ambrose e Rollins teve seu primeiro confronto pelo FCW 15 Championship em uma luta Iron Man em 15 minutos no programa de 14 de agosto da FCW; a luta terminou empatada, com nenhum dos homens marcando uma queda, de modo que Rollins manteve o seu título. A subsequente revanche pelo título teve 20 minutos duas semanas mais tarde, mas também acabou em 0-0. Uma segunda revanche, agora com 30 minutos, ocorreu em 18 de setembro, tendo acabado em um empate de 2-2, de modo que o combate continuou com a regra de morte súbita, onde Rollins marcou um pinfall para vencer a luta por 3-2. Todo um episódio do FCW TV foi dedicado a esse confronto. Ambrose finalmente venceu Rollins em uma luta sem o título em jogo na primeira rodada do Super Eight Tournament para coroar o novo campeão peso-pesado da Flórida. No entanto, Ambrose não teve sucesso na final do torneio, que foi vencido por Leo Kruger. Ambrose também custou a Rollins seu título FCW 15, atacando Damien Sandow durante sua luta com Rollins, causando uma desqualificação na queda decisiva. Ambrose, em seguida, desafiou sem sucesso Sandow pelo título FCW 15, antes de Leakee superar tanto Ambrose e Rollins durante uma luta triple threat para determinar o desafiante ao Campeonato Peso-Pesado da Flórida.
Em um evento ao vivo da FCW em 21 de outubro, Ambrose desafiou o lutador da WWE CM Punk, que estava fazendo uma aparição, para uma luta; Punk aceitou e derrotou Ambrose em combate de 30 minutos, e mais tarde prestou homenagem a Ambrose. Depois dele atacar o comentarista William Regal, os dois se enfrentaram no FCW TV de 6 de novembro, onde Regal derrotou Ambrose. Após a derrota para Regal, Ambrose ficou obcecado sobre querer uma revanche e regularmente insultava Regal usando seus golpes para vencer as lutas. Ambrose começou a aparecer nos eventos ao vivo da WWE a partir de dezembro de 2011.
No Axxess do WrestleMania XXVIII, Ambrose teve um confronto com o veterano lutador hardcore Mick Foley, alegando que Foley precisava ser responsabilizado por liderar uma geração ao erro. Ambrose continuou seu ataque verbal sobre Foley através do Twitter e WWE reagiu "enviando Ambrose de casa para as gravações do SmackDown. Ambrose desafiou Seth Rollins pelo Campeonato Peso-Pesado da Flórida em 24 de junho, mas Rollins o derrotou. Ambrose finalmente recebeu uma revanche contra William Regal no episódio final da FCW TV em 15 de julho, que terminou sem vencedor. Após o combate, Regal aplaudiu Ambrose e permitiu que ele o acertasse com o Knee Trembler.

#### The Shield (2012–2014)

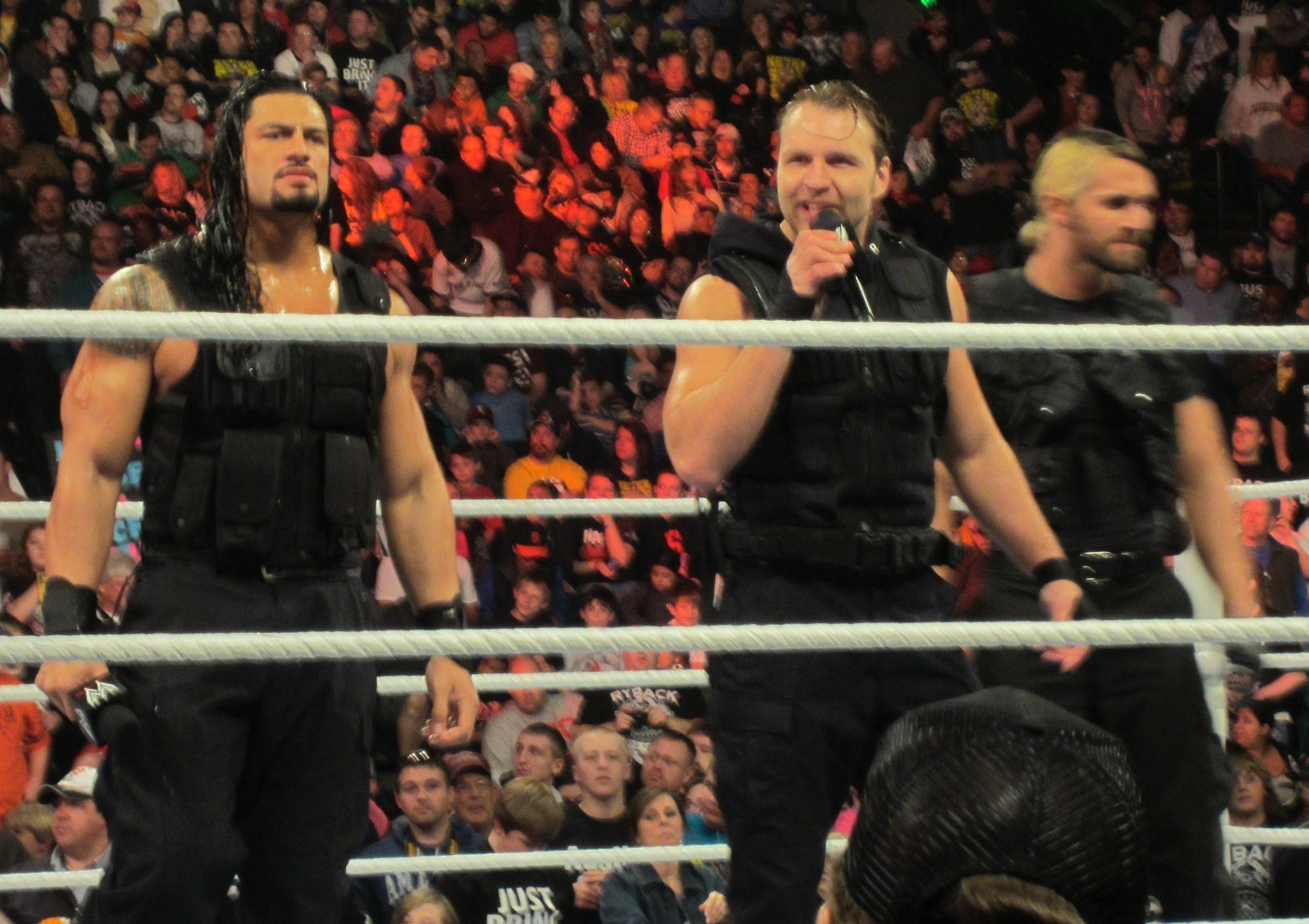
Ambrose (centro) como parte do The Shield em fevereiro de 2013

Ambrose fez sua estréia no plantel principal da WWE em 18 de novembro de 2012, no pay-per-view Survivor Series ao lado de Roman Reigns e Seth Rollins; eles atacaram Ryback durante o evento principal pelo Campeonato da WWE, permitindo CM Punk fazer o pinfall em John Cena para manter o seu título. O trio passou a se chamar de "The Shield" e prometeram protestar contra a "injustiça". Eles negaram a trabalhar para Punk, mas rotineiramente saiam da multidão para atacar os adversários deste, incluindo Ryback e os campões de duplas, Team Hell No (Kane e Daniel Bryan). Isto levou a uma luta Tables, Ladders, and Chairs de trios no evento homônimo, onde Ambrose, Reigns e Rollins derrotaram o Team Hell No e Ryback em sua luta de estreia.
A The Shield continuou a ajudar Punk após o TLC, tanto no Raw e no Royal Rumble em janeiro de 2013. Na noite após o Royal Rumble, foi revelado através de filmagens que Punk e seu empresário Paul Heyman tinham contratado a The Shield e Brad Maddox para trabalharem para eles o tempo todo. A The shield depois calmamente terminou sua associação com Punk, enquanto uma rivalidade com John Cena, Ryback e Sheamus levou a um combate de trios no dia 17 de fevereiro no Elimination Chamber, que a The Shield ganhou. Eles tiveram sua primeira luta no Raw na noite seguinte, onde derrotaram Chris Jericho, Ryback e Sheamus. Eles continuaram a rivalizar com Sheamus, que formou uma aliança com Randy Orton e Big Show, e no WrestleMania 29, a The Shield derrotou o trio em seu primeiro combate em WrestleManias.
Na noite seguinte, no Raw, a The Shield tentou atacar The Undertaker, mas foram parados pelo Team Hell No. Isto criou um combate de trios no Raw de 22 de abril, onde a The Shield saiu vitoriosa. Quatro dias depois, no SmackDown, Ambrose fez sua estreia em lutas individuais contra The Undertaker, mas perdeu via submissão, mas após a luta a The Shield atacou Undertaker e o jogou através da mesa de comentários. Em 29 de abril, no Raw, a The Shield derrotou o Team Hell No e John Cena em uma luta de trios. Mais tarde, naquela semana, Ambrose teve sua primeira vitória individual, derrotando Kane no SmackDown.

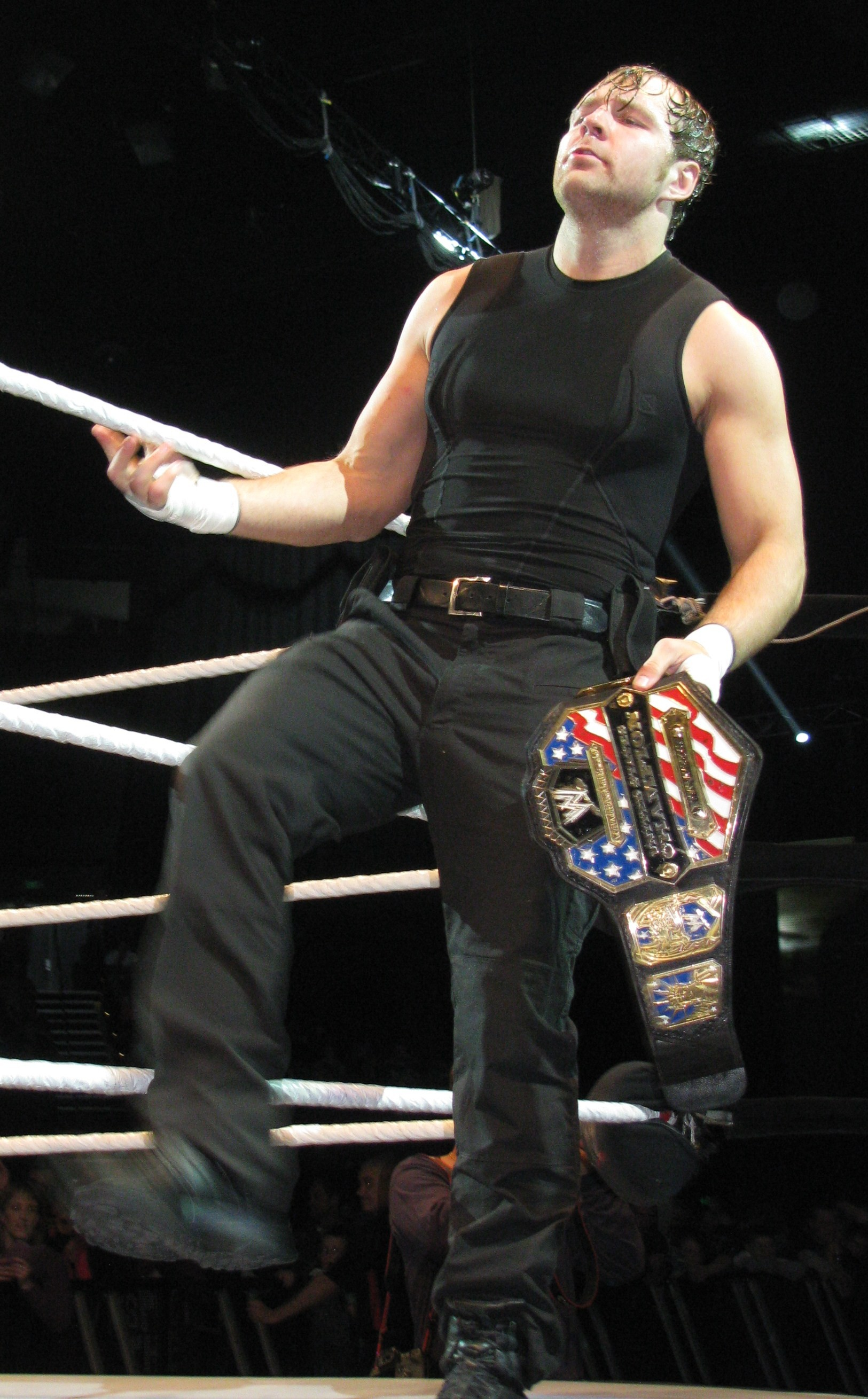
Ambrose como campeão dos Estados Unidos

Enquanto a The Shield continuava a rivalizar com o Team Hell No, Ambrose entrou simultaneamente em uma rivalidade com o campeão dos Estados Unidos, Kofi Kingston. Ambrose derrotou Kingston para vencer uma luta de trios, e foi atacado por Kingston vários dias mais tarde, na sequência de uma vitória individual contra Daniel Bryan. No Raw de 13 de maio, a série invicta da The Shield em lutas de trios terminou quando perderam por desqualificação contra Cena, Kane e Bryan, quando Ambrose foi desqualificado como Reigns e Rollins atacaram Cena. Em 19 de maio, no Extreme Rules, Ambrose derrotou Kofi Kingston para ganhar Campeonato dos Estados Unidos, seu primeiro título individual na WWE.
Ambrose fez sua primeira defesa do título episódio seguinte do SmackDown, mantendo o campeonato por desqualificação como o resto da The Shield interferindo, e reteve novamente contra Kingston no Raw da semana seguinte. No SmackDown de 14 de junho, The Shield perdeu para o Team Hell No e Randy Orton, quando Daniel Bryan submeteu Rollins. Dois dias depois, no Payback, Ambrose derrotou Kane via contagem para manter o Campeonato dos Estados Unidos, e defendeu com sucesso o título contra Kane na noite seguinte, quando ele ganhou por desqualificação. Em 14 de julho no Money in the Bank, Ambrose competiu na luta Money in the Bank pelo Campeonato Mundial dos Pesos-Pesados, mas não conseguiu vencer, apesar de interferência de Reigns e Rollins. Ambrose manteve seu Campeonato dos Estados Unidos no SummerSlam por desqualificação contra Rob Van Dam. Em agosto, a The Shield começou a trabalhar para Triple H e a The Authority, enquanto Ambrose começou uma rivalidade com Dolph Ziggler, contra quem ele defendeu com sucesso o título no Night of Champions e em ambos SmackDown e Main Event em setembro e outubro. Em 27 de outubro no Hell in a Cell, Ambrose perdeu para Big E Langston por contagem, mas manteve o seu título.
A tensão começou a se formar na The Shield em outubro, especialmente entre Ambrose e Reigns, como Ambrose foi o único membro a manter um campeonato. No Survivor Series, a The Shield participou da tradicional luta Survivor Series de eliminação; Ambrose foi o primeiro homem eliminado enquanto Reigns ganhou o combate como o único sobrevivente. No TLC: Tables, Ladders & Chairs, CM Punk derrotou a The Shield em uma luta 3-contra-1 depois de Ambrose ser atingido com um Spear de Reigns dirigido a Punk. No Royal Rumble, a The Shield participou da luta Royal Rumble; Ambrose eliminou três lutadores e tentou eliminar Reigns, que retaliou, eliminando tanto Ambrose e Rollins. Em fevereiro de 2014, Ambrose manteve o título contra Mark Henry, perdendo por desqualificação; uma revanche em março rendeu um vitória por pinfall para Ambrose. Também em fevereiro, a The Shield perdeu para a The Wyatt Family no Elimination Chamber com Ambrose ausente durante o fim da luta. Apesar da tensão, a The Shield se reconciliou em março.

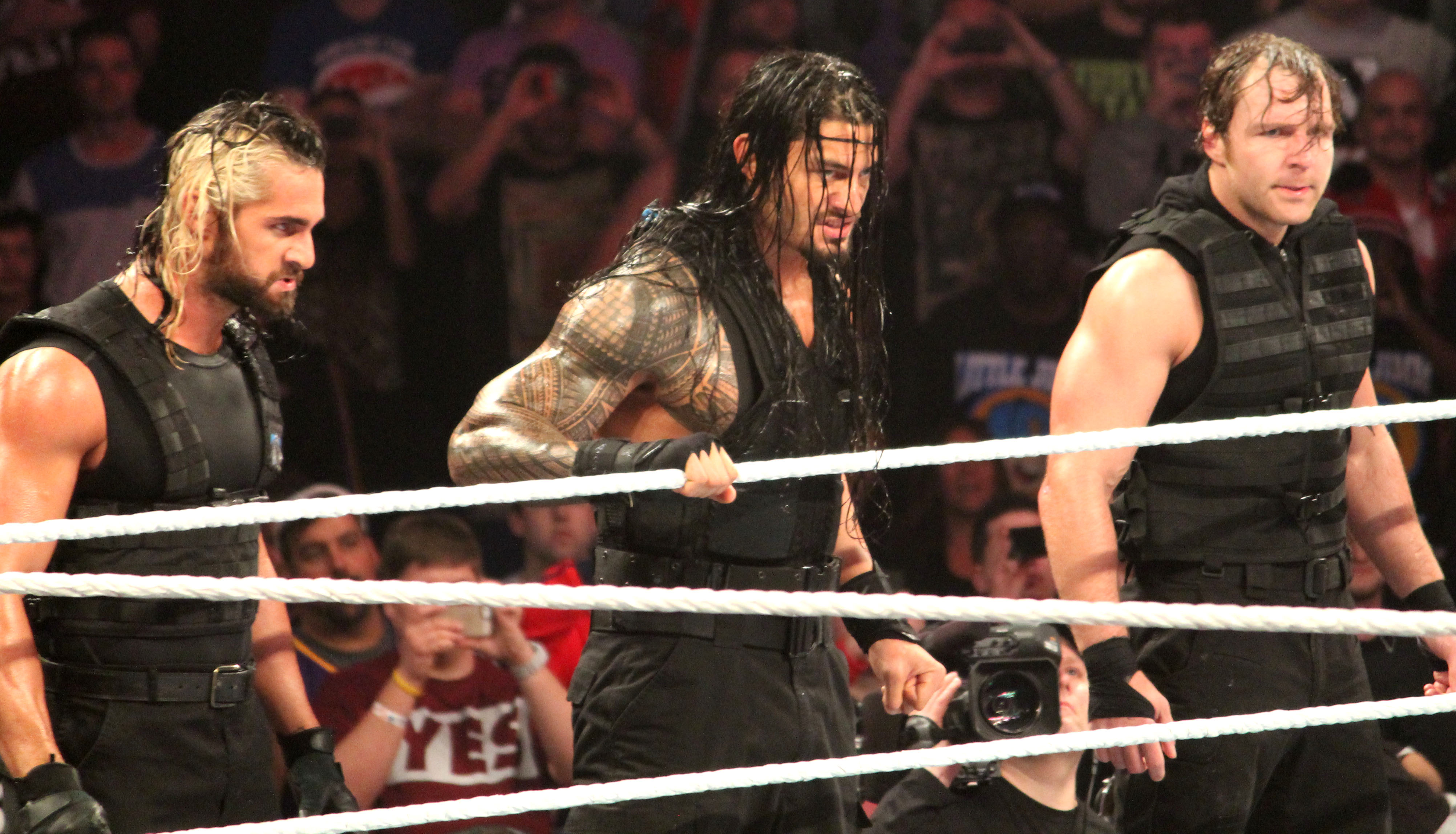
The Shield em abril de 2014

Mais tarde, em março, a The Shield começou uma rivalidade com Kane, transformando-os em mocinhos, e resultando no grupo derrotar Kane e New Age Outlaws no WrestleMania XXX. The Shield então traiu Triple H, que reformou a Evolution com Batista e Randy Orton para rivalizar com a The Shield. Em 28 de abril, Ambrose superou o reinado de Montel Vontavious Porter como o mais longo reinado como campeão dos Estados Unidos sob a bandeira da WWE. No SmackDown de 2 de maio, Ambrose manteve o seu título contra Alberto Del Rio, Curtis Axel e Ryback. Como parte da rivalidade com o Evolution, The Shield venceu uma luta de trios contra eles no Extreme Rules. Na noite seguinte, no Raw, Triple H forçou Ambrose a defender seu título em uma battle royal de 20 lutadores, com Rollins e Reigns fora do combate; Ambrose sobreviveu até os dois finais, mas perdeu para Sheamus, encerrando o reinado em 351 dias. No SmackDown seguinte, Ambrose não conseguiu recuperar o campeonato em uma luta individual contra Sheamus. The Shield, mais uma vez derrotou a Evolution no Payback, levando Triple H a iniciar o "Plano B". Este plano envolvia Rollins a trair Ambrose e Reigns, posteriormente, alinhando-se com Triple H.

#### Várias rivalidades e disputas por títulos (2014–2015)
Ambrose prontamente começou a rivalizar com Rollins, que incluiu Rollins custando-lhe um lugar na luta Money in the Bank pelo Campeonato Mundial dos Pesos-Pesados da WWE no Money in the Bank, e do duo atacando um ao outro. Durante este período, Ambrose e Reigns tranquilamente se separaram como uma equipe, com Ambrose estreando novas vestimentas e nova música de entrada. Depois de ser adicionado a luta Money in the Bank a pedido Rollins, Ambrose perdeu o combate quando Kane atacou-o e ajudou Rollins a ganhar. Ambrose foi programado para enfrentar Rollins no Battleground, mas ele foi expulso da arena por Triple H por lutar com Rollins nos bastidores. Rollins anunciou subsequentemente que tinha ganhado a luta por falta de comparência, o que levou Ambrose a voltar à arena e atacar Rollins. Ambrose e Rollins, eventualmente, lutaram no SummerSlam em uma luta lumberjack, que Ambrose perdeu com a ajuda de Kane. Ambrose atacou Rollins novamente na noite seguinte, fazendo com que eles se enfrentam em uma luta com contagens em qualquer lugar. Rollins venceu por nocaute, quando Ambrose foi atacado por Kane e, posteriormente, teve sua cabeça jogada contra pilha de blocos de cimento por Rollins. Isto foi para explicar a ausência de Ambrose da televisão durante as filmagens de 12 Rounds 3: Lockdown. Ele voltou no Night of Champions em 21 de setembro, atacando Rollins. Após semanas de ataques, eles se enfrentaram em uma luta Hell in a Cell no evento de mesmo nome em outubro; Ambrose perdeu o combate devido a interferência de Bray Wyatt, que o atacou.

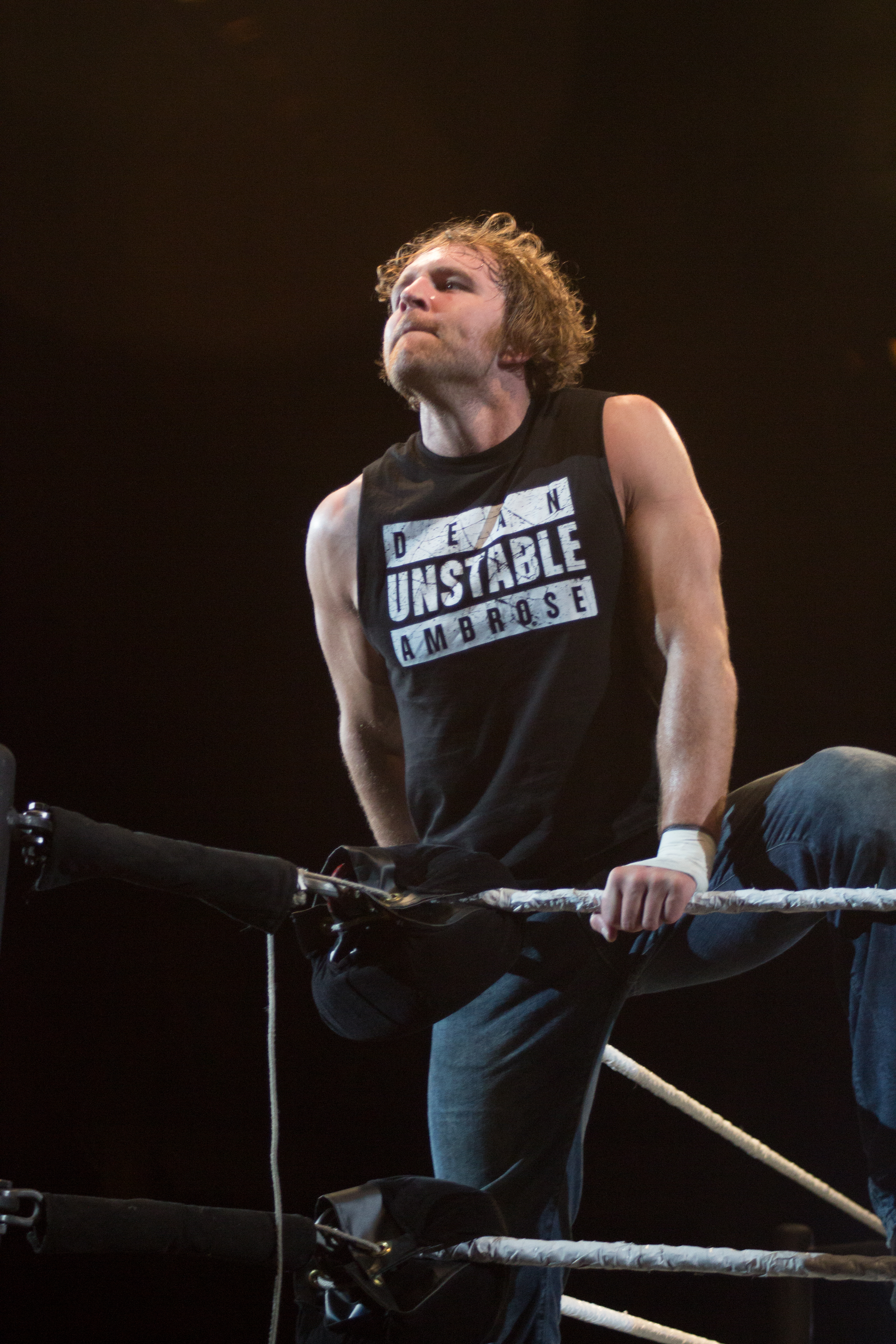
Ambrose em janeiro de 2015

Nas próximas semanas, Ambrose e Wyatt se insultaram e atacaram uns aos outros, tanto nos bastidores e no ringue, com Wyatt alegando que ele poderia "consertar" Ambrose, levando a um combate no Survivor Series. Ambrose perdeu por desqualificação depois de utilizar cadeiras de aço e uma mesa. Isto levou a uma luta Tables, Ladders, and Chairs entre os dois no TLC: Tables, Ladders and Chairs...and Stairs em dezembro. Durante o combate, um monitor de televisão explodiu no rosto de Ambrose, permitindo Wyatt vencer o combate. Ambrose conseguiu derrotar Wyatt em uma luta boot camp, mas mais uma vez foi derrotado por Wyatt em um combate street fight. A rivalidade acabou quando Wyatt derrotou Ambrose numa luta de ambulância realizada no Raw.
No Raw de 19 de janeiro de 2015, Ambrose derrotou o campeão intercontinental Bad News Barrett. No Royal Rumble, Ambrose participou da luta Royal Rumble, mas foi eliminado por Kane e Big Show. Nas semanas seguintes, Ambrose exigiu uma luta pelo título de Barrett, mas Barrett se negou, levando a Ambrose atacá-lo, amarrando suas mãos ao redor do poste do ringue, forçando-o a assinar um contrato por uma luta pelo título no Fastlane; Ambrose perdeu o combate por desqualificação, mas roubou o cinturão depois. No WrestleMania 31, Ambrose participou de uma luta de escadas pelo Campeonato Intercontinental, mas perdeu depois de Luke Harper o atacar com um Powerbomb através de uma escada, o retirando do combate como resultado.
No SmackDown de 2 de abril, Ambrose e Harper lutaram em um confronto que acabou sem vencedor, depois de Harper jogar Ambrose através de uma mesa. No Raw de 13 de abril, Ambrose atacou Harper depois deste perder para Ryback por desqualificação. No Raw de 20 de abril, Ambrose e Harper lutaram mais uma vez, acabando novamente sem um vencedor. No Extreme Rules, Ambrose derrotou Harper em sua primeira vitória em pay-per-view desde a separação da The Shield. No dia seguinte, no Raw, Ambrose participou do torneio King of the Ring, mas foi eliminado na segunda rodada após Dolph Ziggler atacar Sheamus, o seu adversário.
No Raw de 4 de maio, Ambrose derrotou o campeão mundial dos pesos-pesados da WWE Seth Rollins, e como por pré-estipulação anunciada por Kane, Ambrose foi adicionado ao combate pelo título de Rollins no Payback, uma luta fatal 4-way, também incluindo Randy Orton e Roman Reigns, a sua primeira oportunidade por um título mundial. No entanto, no evento, Ambrose não conseguiu ganhar o título. Ele também falhou no Elimination Chamber, embora tenha ganhado por desqualificação, mas deste modo Rollins reteve mais uma vez o título. Apesar da derrota, Ambrose tomou o cinturão dele e desafiou Rollins num combate de escadas no Money in the Bank, que ele perdeu.
Após o Money in the Bank, Ambrose continuou fazendo parceria com Reigns, e, eventualmente, o ajudou em rivalidade com Bray Wyatt após Luke Harper se reunir com Wyatt. Na edição de 6 de agosto do SmackDown, Reigns desafiou Wyatt para uma luta de duplas no SummerSlam, com Reigns e Ambrose enfrentando Wyatt e Harper, que Wyatt aceitou. No SummerSlam, Ambrose e Reigns derrotaram Wyatt e Harper. No Raw de 24 agosto, Ambrose e Reigns enfrentaram Wyatt e Harper em uma revanche SummerSlam. Durante a luta, Braun Strowman fez sua estreia na WWE, juntando-se a Wyatt Family e ajudando Harper e Wyatt a atacar Ambrose e Reigns. No Night of Champions, Ambrose, Reigns e Chris Jericho foram derrotados por Wyatt, Harper e Strowman em uma luta de trios.
Após a lesão Seth Rollins, que o obrigou desocupar o Campeonato Mundial dos Pesos-Pesados da WWE em novembro de 2015, Ambrose entrou em um torneio de 16 lutadores para determinar um novo campeão. Depois de derrotar Tyler Breeze, Dolph Ziggler, e Kevin Owens, Ambrose chegou às finais no Survivor Series, perdendo para Roman Reigns.

#### Campeão Intercontinental e Campeão Mundial Peso-Pesado da WWE (2015–2016)

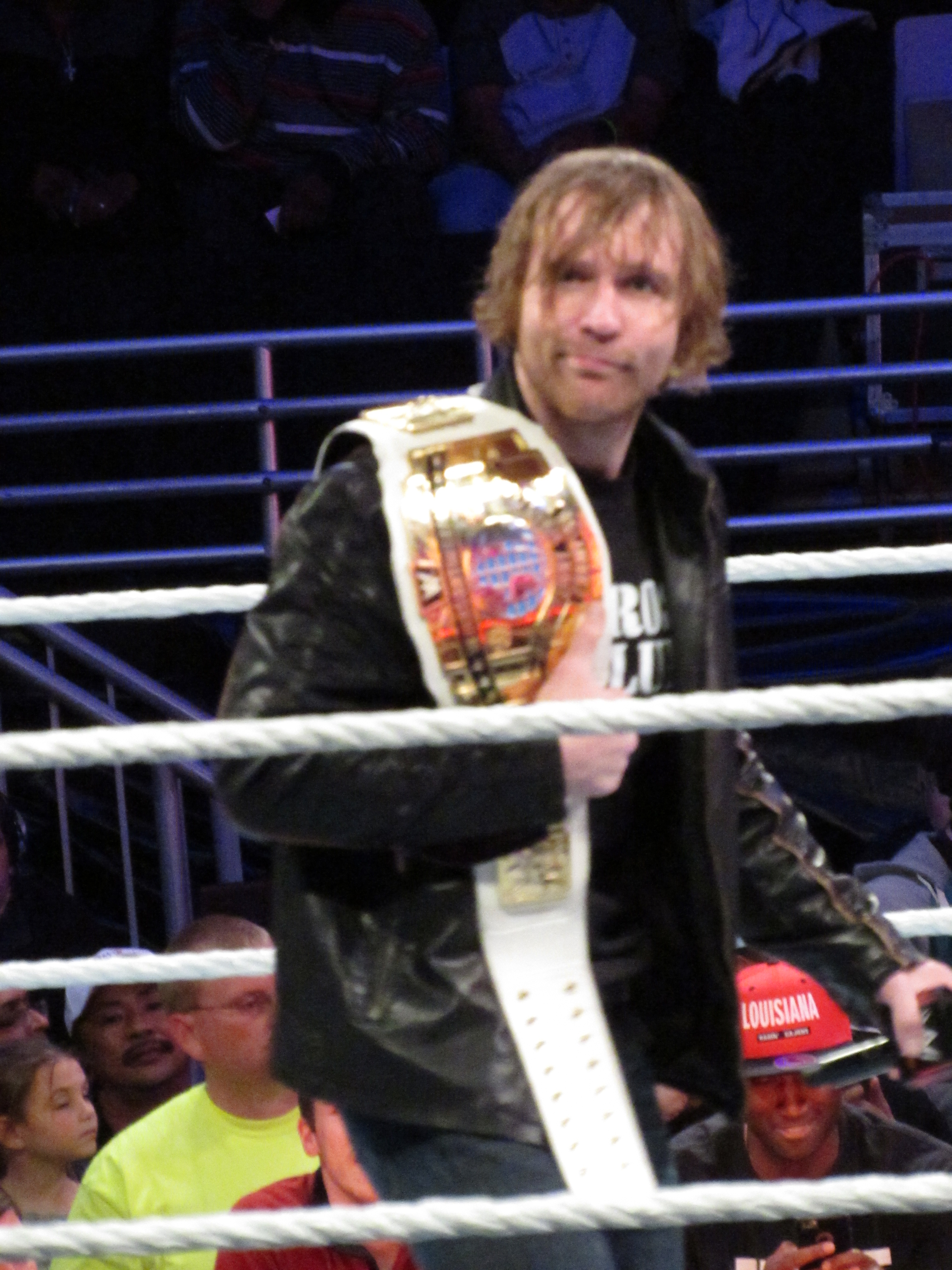
Ambrose durante seu primeiro reinado como campeão intercontinental em janeiro de 2016

Em dezembro, Ambrose começou uma rivalidade com Kevin Owens após ele se tornar no desafiante ao Campeonato Intercontinental da WWE, na posse de Owens. Ambrose venceu o título pela primeira vez, depois de derrotar Owens no TLC: Tables, Ladders & Chairs em 13 de dezembro. No SmackDown de 22 de dezembro, Ambrose derrotou Owens e Dolph Ziggler na sua primeira defesa de cinturão. No SmackDown de 7 de janeiro de 2016, Ambrose e Owens se enfrentaram novamente, embora não tenha havido vencedor. Na semana seguinte, Ambrose desafiou Owens para uma luta last man standing no Royal Rumble, que ele venceu depois de jogar Owens contra duas mesas. Ainda neste evento, Ambrose foi o último eliminado na luta Royal Rumble pelo Campeonato Mundial dos Pesos-Pesados da WWE de Roman Reigns, que acabou sendo ganho por Triple H.
Na noite seguinte, no Raw, Ambrose foi anunciado como parte de uma luta triple threat contra Roman Reigns e Brock Lesnar no Fastlane, com o vencedor recebendo o direito de enfrentar Triple H pelo WWE World Heavyweight Championship no evento principal do WrestleMania 32. Nas semanas que antecederam o combate, Ambrose repetidamente insultou e incitou Lesnar. No Raw de 15 de fevereiro, Ambrose foi forçado a defender seu título Intercontinental em uma luta fatal 5-way e perdeu o título quando Kevin Owens derrotou Tyler Breeze. No Fastlane, Ambrose foi derrotado por Roman Reigns.
No dia seguinte, Ambrose foi atacado por Brock Lesnar ao chegar na arena. Mais tarde naquela noite, Ambrose voltaria dirigindo uma ambulância,e de novo foi atacado por Lesnar. Ambrose, então, desafiou Lesnar para uma luta no holds barred no Wrestlemania 32, que Paul Heyman aceitou em nome de Lesnar. No Raw de 29 de fevereiro, Ambrose interrompeu Triple H, o desafiando pelo seu WWE World Heavyweight Championship. Triple H iria atacar Ambrose após seu combate com Alberto Del Rio, antes de aceitar o desafio. Foi anunciado que o confronto aconteceria no WWE Roadblock. Durante o evento principal, Ambrose realmente realizou o pin com sucesso em Triple H, mas, como o pé de Ambrose estava sob a corda, foi anulado. Depois de atacar Triple H em cima mesa dos comentadores, Ambrose acabou perdendo o confronto.
Ambrose continuou sua rivalidade com Lesnar nas semanas seguintes,e continuou desafiando Lesnar. No Raw de 14 de março, a lenda Mick Foley deu a Ambrose seu bastão com arames farpados. Na semana seguinte, no Raw, outra lenda do hardcore, Terry Funk, deu Ambrose uma motosserra. No entanto, Lesnar acabou vencendo o combate entre os dois no WrestleMania 32.
No Raw de de abril, durante um segmento do Highlight Reel, onde Chris Jericho estava entrevistando a si mesmo, Ambrose o interrompeu e anunciou que Shane McMahon havia cancelado o seu show, e que este seria substituído pelo The Ambrose Asylum de Ambrose. No Raw de 18 de abril, depois que Ambrose derrotou Owens, Jericho o atacou, e uma luta entre os dois marcada para o Payback, onde Ambrose venceu. Na noite seguinte, no Raw, durante um segmento do The Ambrose Asylum com Stephanie McMahon, ela cancelou o show e restabeleceu o Highlight Reel; Jericho então saiu e atacou Ambrose. No Raw de 16 de maio, Ambrose desafiou Jericho para um combate no Extreme Rules, que ele aceitou. Ambrose, em seguida, revelou que o combate seria uma luta asylum, um combate em uma jaula de aço com armas penduradas acima da estrutura. Mais uma vez, Ambrose venceu a luta.

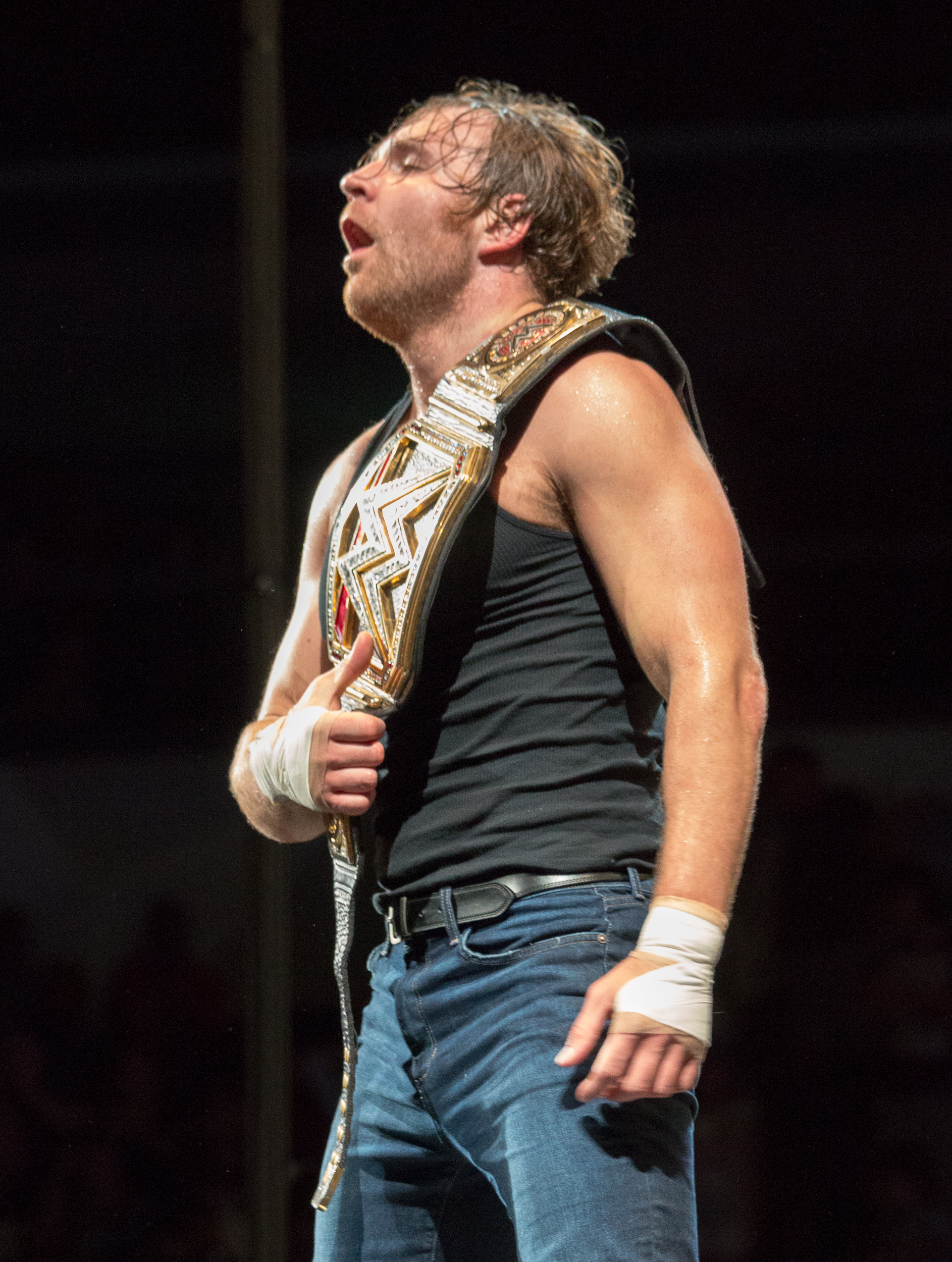
Ambrose como campeão mundial Peso-Pesado da WWE em julho de 2016

No Raw de 23 de maio, Ambrose se qualificou para a luta Money in the Bank após derrotar Dolph Ziggler. No evento de mesmo nome, ele venceu o combate e consequentemente ganhou uma oportunidade pelo Campeonato Mundial dos Pesos-Pesados da WWE. Ambrose descontou o contrato na mesma noite contra Seth Rollins, que tinha vencido Roman Reigns pelo título, Dean Ambrose conquistou Campeonato Mundial dos Pesos-Pesados pela primeira vez na carreira. Na noite seguinte, no Raw, depois de um combate entre Rollins e Reigns para decidir o desafiante ao título no Battleground acabar em dupla contagem, Ambrose anunciou para todos que enfrentaria os dois no evento. No entanto, Ambrose defendeu o Campeonato da WWE no Raw de 19 de julho contra Rollins, com a luta terminando empatada, e como resultado, ele manteve o título. Em uma revanche pelo cinturão realizada na noite seguinte no SmackDown, ele derrotou Rollins. Neste mesmo dia, ele foi transferido para o SmackDown durante o Draft. No pay-per-view, Ambrose mais uma vez manteve o título.
A defesa de título seguinte de Ambrose foi no SummerSlam, onde ele derrotou Dolph Ziggler. Sua próxima defesa foi no Backlash, onde fez uma ótima apresentação mas perdeu o título para AJ Styles, após um golpe baixo e um Styles Clash. No SmackDown de 13 de setembro, John Cena retornou e anunciou sua intenção de conquistar o WWE World Championship pela décima sexta vez. No entanto, Ambrose também apareceu e invocou sua cláusula de revanche, e então Shane McMahon marcou uma luta triple threat pelo título entre os três no No Mercy. Antes disso, Styles defendeu o cinturão contra Ambrose no SmackDown de 27 setembro, onde venceu depois de uma distração causada por Cena. No No Mercy, Styles mais uma vez conseguiu manter o título. No SmackDown de 1 de novembro, ele derrotou Styles sem o título em jogo, tornando-se novamente no candidato ao título. Posteriormente, uma luta Tables, Ladders, and Chairs foi marcada para o evento homônimo em 4 de dezembro. Antes disso, Ambrose fez equipe com Styles, Shane McMahon, Randy Orton e Bray Wyatt para derrotar o time Raw (Kevin Owens, Chris Jericho, Roman Reigns, Braun Strowman e Seth Rollins) no Survivor Series. No TLC, Styles manteve o título contra Ambrose depois de Ellsworth traí-lo, jogando ele da escada e permitindo que Styles pegasse o título.

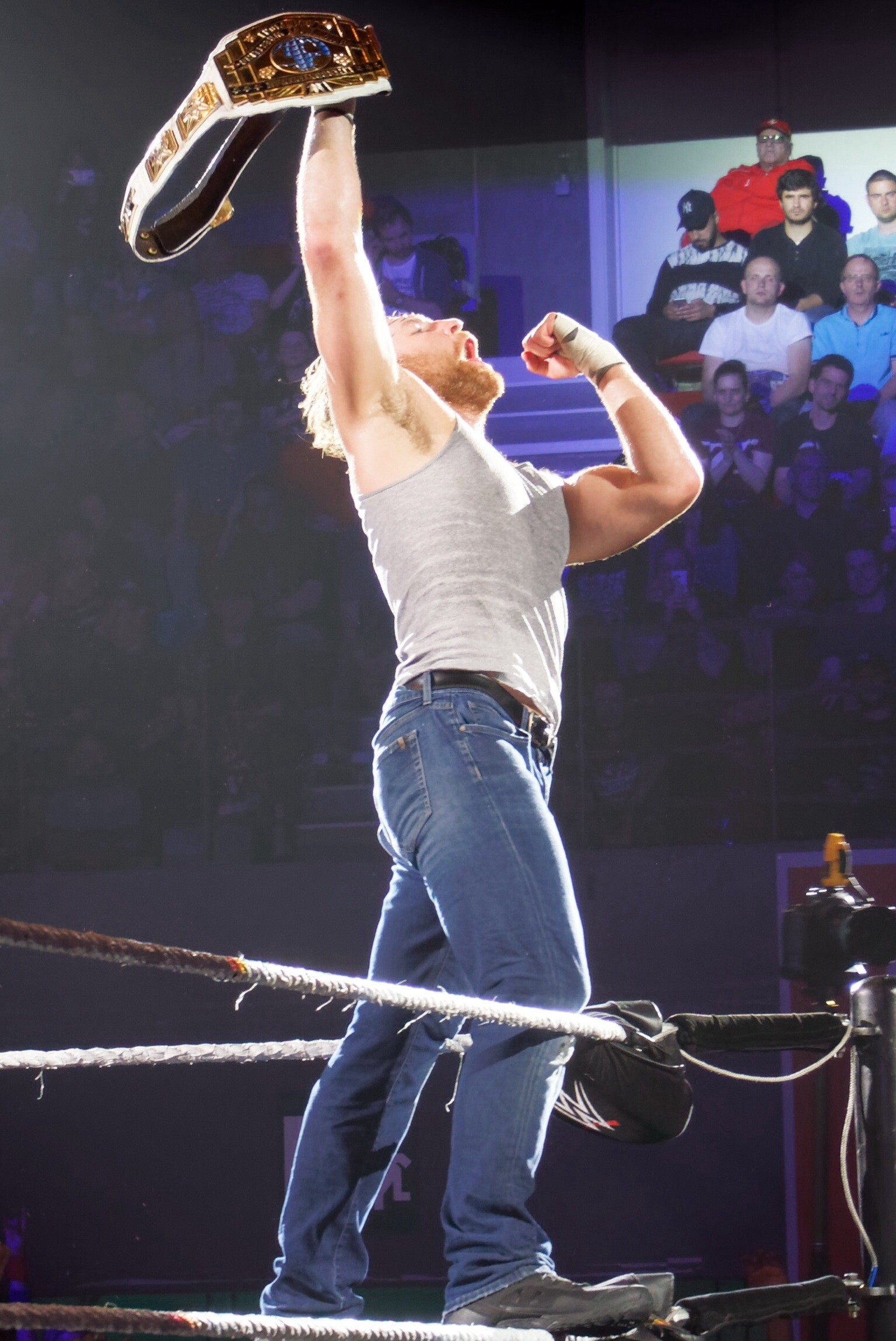
Depois de disputar o WWE Championship, Ambrose ganhou seu segundo Intercontinental Championship em janeiro de 2017 e o manteve ao longo do primeiro semestre daquele ano

No SmackDown de 6 de dezembro, depois de Ellsworth explicar que ajudou Styles porque queria uma chance pelo WWE Championship, Ambrose apareceu para aplicar um Dirty Deeds nele. Mais tarde naquela noite, ele enfrentou The Miz pelo Intercontinental Championship, mas foi derrotado após uma interferência de Ellsworth. Na semana seguinte, em uma luta fatal 4-way, Dolph Ziggler derrotou Ambrose, Miz e Luke Harper para se tornar no desafiante ao WWE Championship. Durante uma entrevista com Renee Young no SmackDown de 20 de dezembro, Miz fez comentários sarcásticos sobre o relacionamento dela e de Ambrose, sendo estapeado por Young em seguida. Na semana seguinte Ambrose atacou Miz durante outra entrevista com Young e o desafiou pelo título. No SmackDown de 3 de janeiro de 2017 ele conseguiu derrotar Miz mesmo com uma interferência de Maryse e conquistou seu segundo Intercontinental Championship. Na semana seguinte Ambrose anunciou sua participação na luta Royal Rumble de 2017, mas acabou eliminado por Brock Lesnar depois de permanecer por quase 27 minutos no combate. Em 12 de fevereiro, Ambrose participou da luta pelo WWE Championship no Elimination Chamber, onde ele eliminou Baron Corbin com um roll-up sendo atacado logo em seguida por Corbin, permitindo Miz eliminar Ambrose. Uma luta foi entre Ambrose e Corbin foi marcada para o pré-show da WrestleMania 33 em 2 de abril, onde Ambrose manteve seu Intercontinental Championship. Duas noites depois no SmackDown, Ambrose lutou em sua luta final pela marca, em uma derrota para Corbin em uma luta sem título. Depois disso, Ambrose foi transferido para a marca Raw como resultado do Superstar Shake-up. Ele então continuaria sua rivalidade com The Miz, que também foi convocado para a o Raw no Superstar Shake-up, eventualmente perdendo o título Intercontinental para Miz no Extreme Rules em junho, encerrando assim seu reinado em 152 dias. Ambrose continuou a rivalidade com The Miz, levando a uma revanche pelo Intercontinental Championship no Great Balls of Fire em 9 de julho, onde perdeu após a interferência do The Miztourage (Curtis Axel e Bo Dallas).

### O retorno do The Shield (2017–2018)

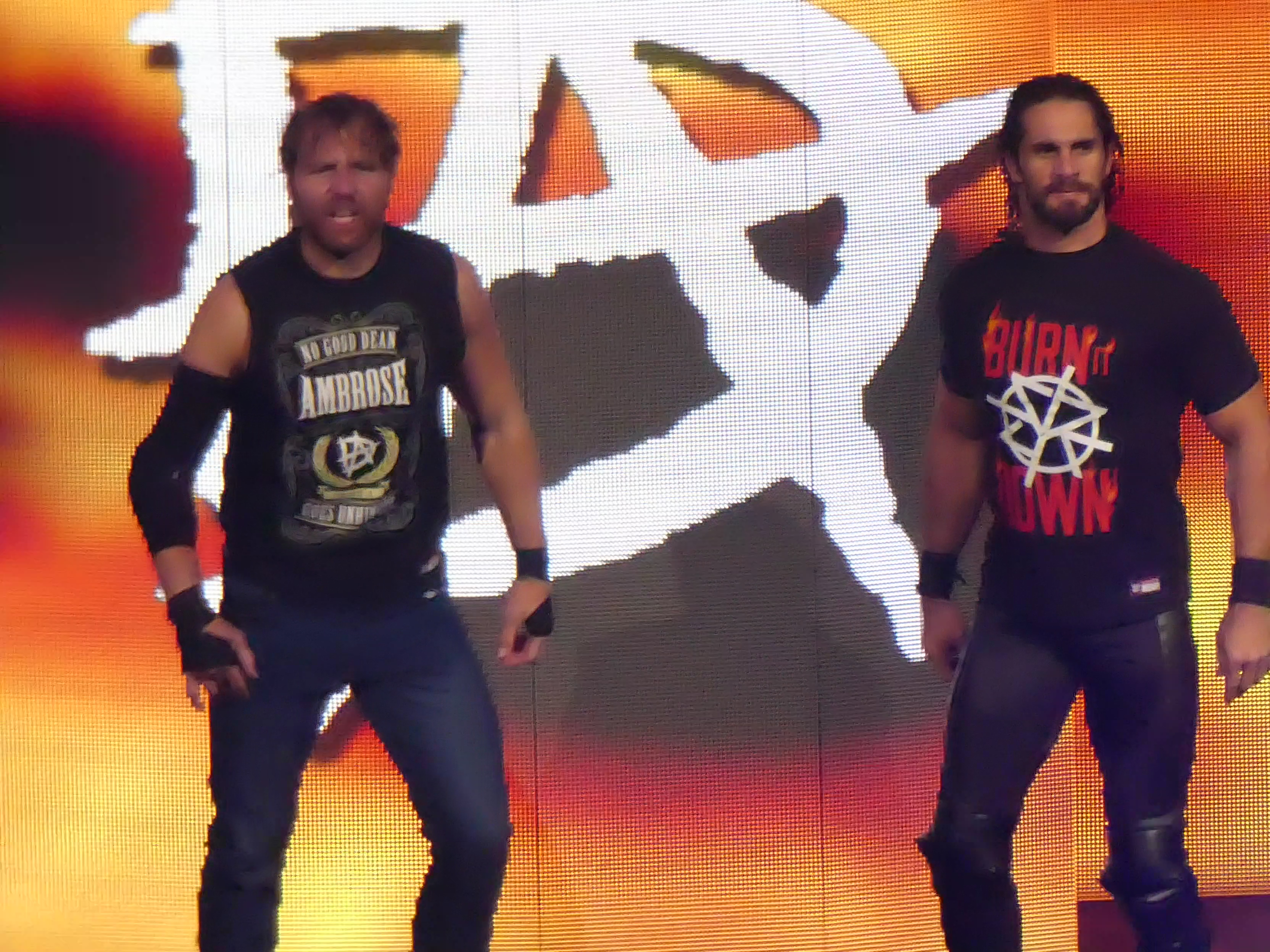
Em agosto de 2017, Ambrose e Rollins voltaram a formar uma dupla e, posteriormente, Reigns juntou-se a eles para reunir o The Shield

No episódio de 10 de julho do Raw, Seth Rollins salvou Ambrose de um ataque de The Miz e The Miztourage. Depois de falhar em ganhar a confiança de Ambrose por várias semanas, os dois discutiram no ringue no episódio de 14 de agosto do Raw e eventualmente brigaram um com o outro antes de lutarem contra Cesaro e Sheamus, reunindo o equipe no processo. No SummerSlam em 20 de agosto, Ambrose e Rollins derrotaram Cesaro e Sheamus para vencerem o WWE Raw Tag Team Championship, tornando Ambrose um campeão da Triple Crown e Grand Slam no processo. Ambrose e Rollins defenderam com sucesso os títulos contra Cesaro e Sheamus no No Mercy, após Ambrose derrotar Sheamus.
No episódio de 9 de outubro do Raw, Ambrose e Rollins se reuniram com Roman Reigns. O The Shield deveria enfrentar a equipe de Braun Strowman, Cesaro, Kane, The Miz e Sheamus no TLC em uma luta handicap 5-contra-3 Tables, Ladders and Chairs, mas Reigns foi substituído por Kurt Angle por causa de uma doença. Ambrose, Rollins e Angle venceriam a luta. Ambrose e Rollins foram escalados para enfrentarem os Campeões de Duplas do SmackDown The Usos em uma luta interbrand no Survivor Series, mas eles perderam o Raw Tag Team Championship de volta para Cesaro e Sheamus no episódio de 6 de novembro do Raw após uma distração do The New Day do SmackDown (Big E, Kofi Kingston e Xavier Woods), encerrando assim seu reinado em 78 dias. Isso levou a uma luta entre The Shield e The New Day no Survivor Series duas semanas depois, que o Shield venceu. Em dezembro de 2017, Ambrose sofreu uma lesão no tríceps, que o deixou fora de ação por nove meses.
No episódio do Raw de 13 de agosto de 2018, Ambrose voltou para ajudar Rollins contra um ataque de Drew McIntyre e Dolph Ziggler, também estreando um novo visual que consiste em um corte de cabelo curto, uma barba cheia e um físico visivelmente mais musculoso. Seis dias depois, ele ajudou Rollins a vencer o Intercontinental Championship no SummerSlam. Na noite seguinte no Raw, Ambrose e Rollins ajudaram o Campeão Universal Roman Reigns a atacar Braun Strowman quando este tentou usar seu contrato do Money in the Bank, mais uma vez reunindo o The Shield. No Hell in a Cell, Ambrose e Rollins não tiveram sucesso em derrotar Ziggler e McIntyre pelo Raw Tag Team Championship. Em outubro, o The Shield derrotou Ziggler, McIntyre e Strowman no Super Show-Down. Duas noites depois no Raw, eles foram derrotados pelo mesmo trio em uma revanche. Após a luta, um Ambrose frustrado se afastou de seus companheiros.

### Últimas rivalidades e luta final (2018-2019)

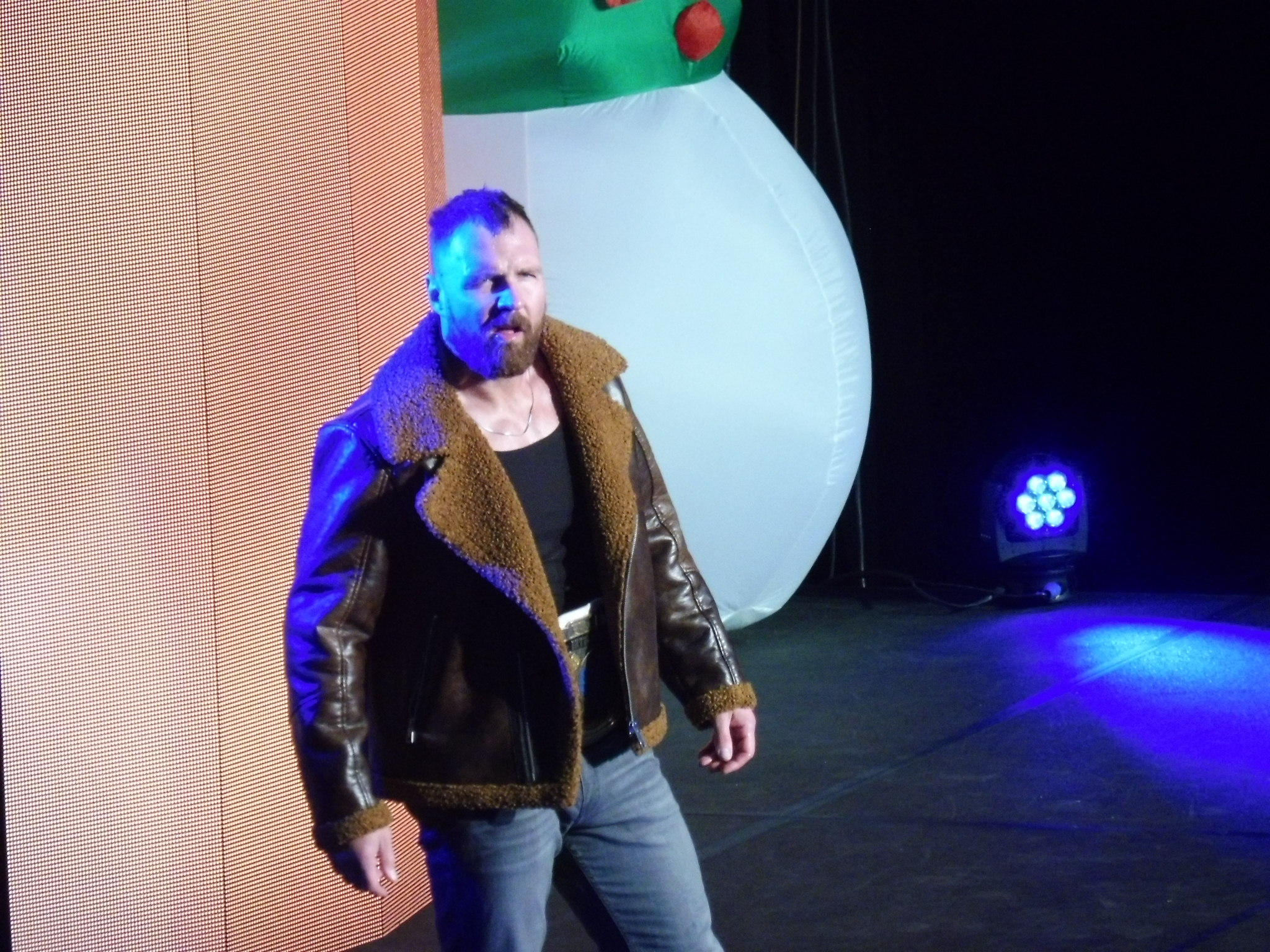
Ao retornar da lesão, Ambrose apresentou um novo visual

No Raw de 22 de outubro, após Reigns anunciar o retorno de sua leucemia e renunciar ao Universal Championship, Ambrose e Rollins derrotaram Ziggler e McIntyre para conquistarem o Raw Tag Team Championship pela segunda vez. No entanto, Ambrose atacou Rollins imediatamente após a luta, virando um heel pela primeira vez desde 2014. Duas semanas depois no Raw, Ambrose atacou Rollins novamente, após Rollins perder os títulos em uma luta handicap contra o AOP (Akam e Rezar).
Na semana seguinte, Ambrose queimou seu colete Shield e explicou que fazer parte do grupo o deixava fraco. Ele continuaria a insultar Rollins nas semanas seguintes perseguindo-o, sendo vacinado contra o que ele percebia ser a "doença" de Rollins, e ordenando que sua própria equipe pessoal da SWAT atacasse Rollins, posteriormente proclamando-se como "The Moral Compass of WWE". Ambrose derrotou Rollins no TLC em dezembro para vencer o Intercontinental Championship, começando seu terceiro reinado com o título. Ao longo das semanas seguintes, ele defendeu com sucesso seu título contra Tyler Breeze, Apollo Crews, e Rollins, antes de perder o título para Bobby Lashley no Raw de 14 de janeiro de 2019, em uma luta triple threat também envolvendo Rollins, terminando seu reinado em 29 dias.
Ambrose entrou na luta Royal Rumble 2019 como o número 14, mas foi eliminado por Aleister Black. Na noite seguinte no Raw, ele interrompeu o vencedor do Royal Rumble Seth Rollins e Triple H, proclamando que Rollins nunca o derrotou de forma limpa sem interferência e provocou Triple H a fazer o agendamento para eles em uma luta, que Ambrose posteriormente perdeu. Poucas horas após o Raw sair do ar, foi relatado que Ambrose informou aos oficiais da WWE que ele não renovaria o seu contrato e deixaria a empresa logo após a WrestleMania 35. A WWE posteriormente confirmou sua decisão em um comunicado. Foi relatado que foi oferecido a ele um contrato melhorado pela WWE, o qual ele recusou devido à frustração de longa data com a direção criativa de seu personagem e uma aversão particular ao material "piegas" que ele havia recebido.
Depois de semanas provocando uma reunião, Ambrose se reuniu com Rollins e o recém-retornado Reigns no episódio de 4 de março do Raw, depois que salvaram Ambrose de um ataque de BaronCorbin, Bobby Lashley, Drew McIntyre e Elias, na semana anterior, tornando Ambrose em um face mais uma vez. No Fastlane em 10 de março, o The Shield derrotou a equipe de McIntyre, Lashley e Corbin. Em suas lutas individuais finais na WWE, Ambrose perderia para McIntyre várias vezes no Raw.
No Raw de 8 de abril, Ambrose estava escalado para enfrentar Bobby Lashley no que foi anunciado como a última luta de Ambrose no Raw. No entanto, a luta nunca aconteceu quando Lashley insultou a esposa de Ambrose, Renee Young, resultando em uma briga que terminou com Ambrose sendo jogado através da mesa dos comentaristas. Depois que o Raw saiu do ar, Ambrose se juntou a Rollins e Reigns para se dirigir aos fãs, agradecer-lhes por seu apoio e comentar sobre suas realizações anteriores antes de comemorar com seus companheiros de equipe do Shield. Na semana seguinte no Raw, ele fez outra aparição depois que o show saiu do ar. Sua última luta ocorreu em um evento especial chamado The Shield's Final Chapter em 21 de abril, onde ele, Reigns e Rollins derrotaram o time de Corbin, Lashley e McIntyre. Seu contrato expirou em 30 de abril.
No podcast de Chris Jericho Talk is Jericho em maio de 2019, Good relatou sua saída da WWE, embora ele tenha começado dizendo que era grato por seu tempo lá, e citou o sucesso. Ele decidiu deixar a WWE depois que Vince McMahon o fez fazer uma promo no Raw, onde seu personagem seria inoculado de várias doenças por medo de pegar um vírus dos fãs. Foi bom sentir após este segmento que seu personagem estava irreparavelmente danificado. Ele deixou a WWE citando a causa como exaustão mental e emocional, depois de seis anos explicando a McMahon como suas idéias para o personagem de Good eram "estúpidas". Devido ao controle de McMahon sobre a empresa, Good teve que seguir a escrita de McMahon, o que o deixou infeliz. Good chegou a terríveis promos, que antes eram sua parte favorita nas apresentações como lutador, a ponto de se sentir fisicamente doente. Sua experiência foi corroborada tanto por Jericho quanto por vários lutadores e funcionários anônimos da WWE.

### All Elite Wrestling (2019-presente)
Em 1º de maio, Good - tendo voltado a sua antiga gimmick e nome de Jon Moxley - postou um vídeo em sua conta do Twitter para promover o retorno da gimmick, que o mostrava fugindo de uma prisão. Em 25 de maio, ele fez sua estréia não anunciada pela All Elite Wrestling (AEW) durante o Double or Nothing, o evento inaugural da empresa, atacando Chris Jericho, Kenny Omega e o árbitro após a luta do evento principal de Jericho e Omega, estabelecendo-se assim como um personagem anti-herói. Pouco depois, foi anunciado que Moxley havia assinado um contrato de vários anos. Moxley teve sua luta de estreia na AEW no Fyter Fest em junho, onde derrotou Joey Janela em luta não sancionada. Após a luta, Moxley foi atacado por Omega em retaliação por seu ataque anterior. Uma luta entre os dois foi agendada para o All Out em 31 de agosto. No entanto, uma semana antes do evento, Moxley foi forçado a desistir após ser diagnosticado com uma infecção por estafilococos MRSA em seu cotovelo, e seria submetido a uma cirurgia para removê-lo. A AEW posteriormente revelou Pac como o substituto de Moxley, e a luta foi remarcada para o evento Full Gear. Moxley voltou em 2 de outubro, durante o episódio de estreia do Dynamite, atacando Omega durante a luta principal deste último. No evento principal de Full Gear em 9 de novembro, Moxley derrotou Omega em uma luta não sancionada Lights Out.
Em dezembro, Moxley começou uma história com o Campeão Mundial da AEW Chris Jericho e seu grupo The Inner Circle, quando Jericho convidou Moxley para se juntar ao grupo. Em 7 de janeiro de 2020 no episódio do Dynamite, Moxley inicialmente aceitou a proposta e aparentemente se juntou ao grupo, antes de revelar que era uma manobra e se voltar contra eles momentos depois. No episódio de 22 de janeiro do Dynamite, Moxley derrotou Pac para se tornar o candidato número um ao título de Jericho no Revolution em 29 de fevereiro, onde ele foi vitorioso sobre Jericho para vencer o AEW World Championship, tornando-se a primeira pessoa a ser campeão na AEW e NJPW simultaneamente. Moxley fez sua primeira defesa do título no episódio de 15 de abril do Dynamite, derrotando o membro do Inner Circle Jake Hager em uma luta Empty Arena No Holds Barred. Moxley então fez mais defesas de título bem-sucedidas contra Mr. Brodie Lee no Double or Nothing em 23 de maio, Brian Cage no Fight for the Fallen em 15 de julho e Darby Allin no episódio de 5 de agosto do Dynamite. Moxley então começou uma rivalidade com MJF, que fez campanha contra o reinado de Moxley e decretou que os fãs mereciam um campeão melhor. Os dois enfrentaram-se no All Out em 5 de setembro, onde Moxley saiu vitorioso.
Em setembro, Moxley começou uma rivalidade com Eddie Kingston. Ele defendeu o título contra Kingston no episódio de 23 de setembro do Dynamite, ao fazer Kingston desmaiar por submissão. Depois de manter o título contra Lance Archer no episódio de 14 de outubro do Dynamite, Moxley foi atacado por Kingston, que protestou que Moxley nunca o fizera se submeter. No Full Gear em 7 de novembro, Moxley derrotou Kingston em uma luta "I Quit" para reter o título. No Winter Is Coming em 2 de dezembro, Moxley perdeu o título para Kenny Omega, encerrando assim seu reinado em 277 dias, e dando a Moxley sua primeira derrota individual na AEW.

### New Japan Pro-Wrestling (2019–presente)
Após semanas da New Japan Pro-Wrestling (NJPW) exibindo vídeos de um homem misterioso visando o Campeão dos Estados Unidos da IWGP, Juice Robinson, Moxley foi revelado como o homem misterioso em maio de 2019, desafiando Robinson por uma luta pelo título na noite final do torneio Best of the Super Juniors 26 em 5 de junho. No evento, ele derrotou Robinson em sua estreia no ringue da NJPW para vencer o United States Championship, tornando-o o primeiro lutador a conquistar o United States Championship da IWGP e da WWE. Seguindo o desafio original de Moxley, o CEO da AEW Tony Khan afirmou que Moxley será capaz de fazer reservas independentes e internacionais durante o verão, antes do acordo com a televisão da AEW começar no outono daquele ano. No entanto, durante uma entrevista com Nikkan Sports, Good esclareceu que ele continuaria a aparecer para NJPW enquanto estiver assinado com a AEW. No Dominion 6.9 in Osaka-jo Hall em 9 de junho, Moxley derrotou Shota Umino antes de declarar-se como um participante do torneio G1 Climax 2019. De julho a agosto, Moxley competiu no Bloco B do G1 Climax, derrotando Taichi em sua primeira luta no torneio. Ele então ficou invicto no torneio com vitórias sobre Jeff Cobb, Tomohiro Ishii, Shingo Takagi, e Tetsuya Naito, antes de sofrer sua primeira derrota para Toru Yano. Ele então perdeu suas próximas três lutas para Jay White, Hirooki Goto, e Juice Robinson, não conseguindo avançar para as finais do torneio com uma classificação final de 10 pontos (cinco vitórias e quatro derrotas).
Em 13 de outubro, depois de não conseguir defender o IWGP United States Championship em uma luta agendada contra Robinson devido a problemas de viagem decorrentes do tufão Hagibis, Moxley concordou em desocupar o título. Ele foi substituído na luta por Lance Archer, que derrotou Robinson para vencer o título. Em 9 de dezembro, Moxley retornou e interrompeu Archer após sua luta final no torneio da World Tag League 2019, atacando Archer e Minoru Suzuki antes de desafiar o primeiro a uma Texas Deathmatch pelo IWGP United States Championship no Wrestle Kingdom 14 em janeiro de 2020. Durante a primeira noite do evento, ele derrotou Archer por nocaute para vencer o título pela segunda vez, e posteriormente reteve o título contra Robinson na noite seguinte, encerrando sua rivalidade de longa data. Após a luta, ele foi confrontado e atacao por Suzuki. Moxley defendeu com sucesso o título contra a Suzuki no The New Beginning in Osaka em fevereiro. Moxley esteve ausente de NJPW desde então devido a restrições de viagem impostas pela pandemia de COVID-19.
Em 1º de agosto, Moxley ultrapassou Kenny Omega como o Campeão dos Estados Unidos da IWGP com o reinado mais longo da história do título.

### Retorno ao circuito independente (2019-presente)
Desde junho de 2019, Moxley fez aparições esporádicas em várias promoções independentes, como a Northeast Wrestling (NEW) e a Future Stars of Wrestling (FSW). Ele também foi definido para lutar para a Over the Top Wrestling (OTT) e Game Changer Wrestling (GCW), mas os eventos agendados foram cancelados devido à pandemia de COVID-19. Em outubro de 2020, Moxley participou do Bloodsport de Josh Barnett, onde derrotou Chris Dickinson no evento principal.

## Personalidade
A carreira de Ambrose na WWE o viu caracterizado como instável e imprevisível. Referido como "The Lunatic Fringe" desde o seu tempo no The Shield (tendo o apelido da estação de rádio de Cincinnati WEBN, que em si tem o apelido da canção de 198), sua personagem é retratada como um curinga cujas motivações são muitas vezes pouco claras. Exemplos incluem esguichando condimentos alimentares em seus adversários, atacando um manequim concebido para se parecer com Seth Rollins e peça pregada na mala de Rollins, carregada de lodo. Muitas vezes ele vai saltar para fora de lugares inesperados para atacar seus rivais, como uma caixa de presentes, maleiro carro, ou mesmo sob um bloco de concreto. Sua personagem foi comparada com a de Roddy Piper e Stone Cold Steve Austin, e tem atraído comparação com as interpretações de Brian Pillman e Heath Ledger do Coringa.

## Outras mídias

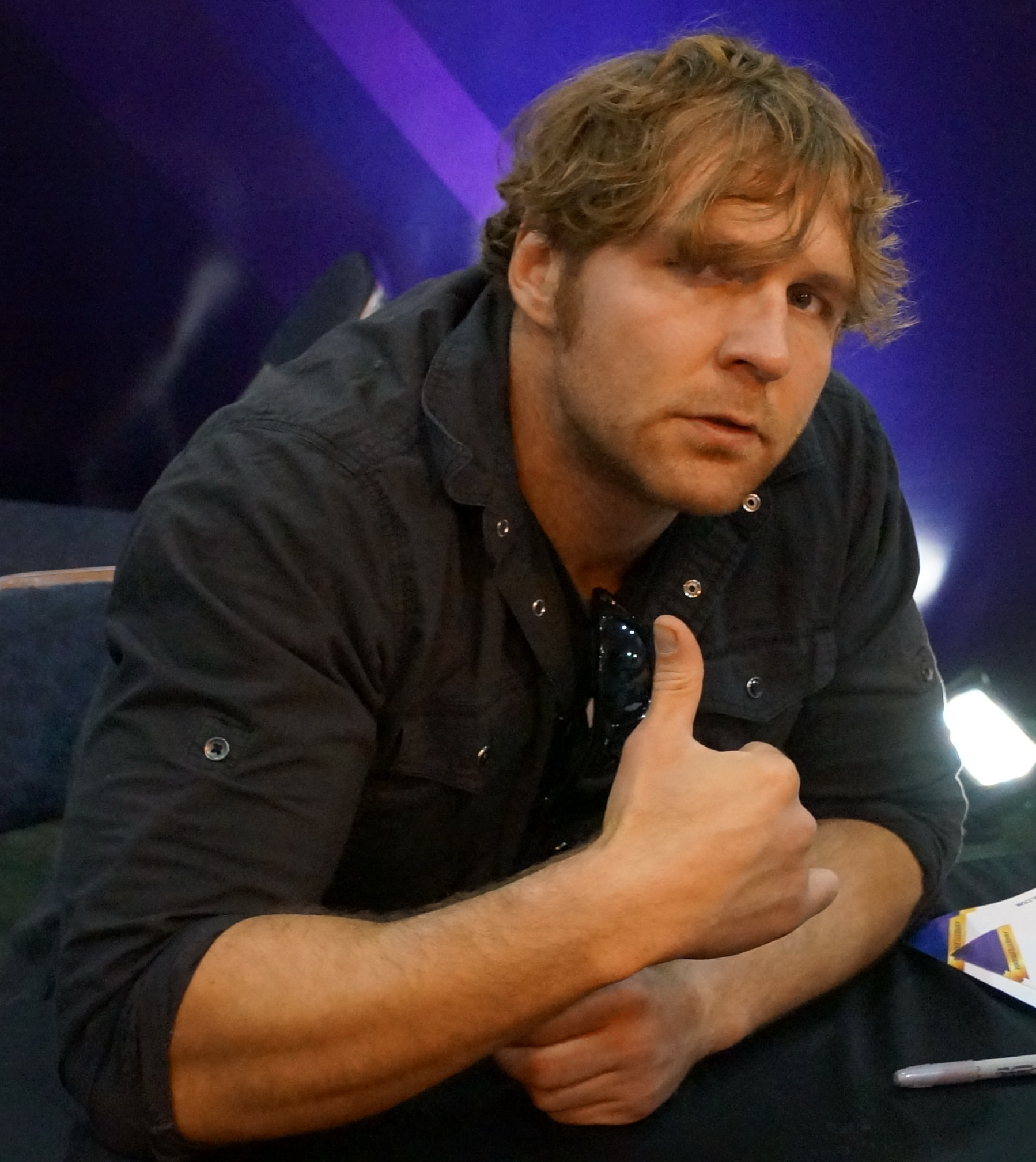
Ambrose na WrestleMania Axxess em 2014.

Em agosto de 2014, Good começou a filmar 12 Rounds 3: Lockdown, uma co-produção da WWE Studios com Lionsgate. O filme foi lançado em 11 de setembro de 2015.

### Filmes
| Ano  | Título                      | Papel       |
| ---- | --------------------------- | ----------- |
| 2015 | 12 Rounds 3: Lockdown       | John Shaw   |
| 2016 | Countdown                   | Ele mesmo   |
| 2020 | Cagefighter: Worlds Collide | Randy Stone |

### Webséries
| Ano  | Título  | Papel     | Notas       |
| ---- | ------- | --------- | ----------- |
| 2015 | Swerved | Ele mesmo | 2 episódios |

## Vida pessoal
Grande parte da personalidade de Good na luta livre é baseada em sua própria educação na vida real em East End, Cincinnati, onde ele passou a maior parte de sua infância em habitações públicas. Um fã de ávido de luta livre que idolatrava Bret Hart, ele usou o desporte como um meio de escapar de sua educação áspera, mergulhando em fitas de vídeo e lendo histórias sobre o passado da luta livre. Um ano depois de começar a treinar como um lutador, ele saiu da escola. Ele também é fã de NFL e da NHL, tendo como equipes favoritas as suas da cidade natal, Cincinnati Bengals e o Philadelphia Flyers.
Good está em um relacionamento com a comentarista da WWE Renee Paquette, mais conhecida como Renee Young.

## Na luta livre profissional

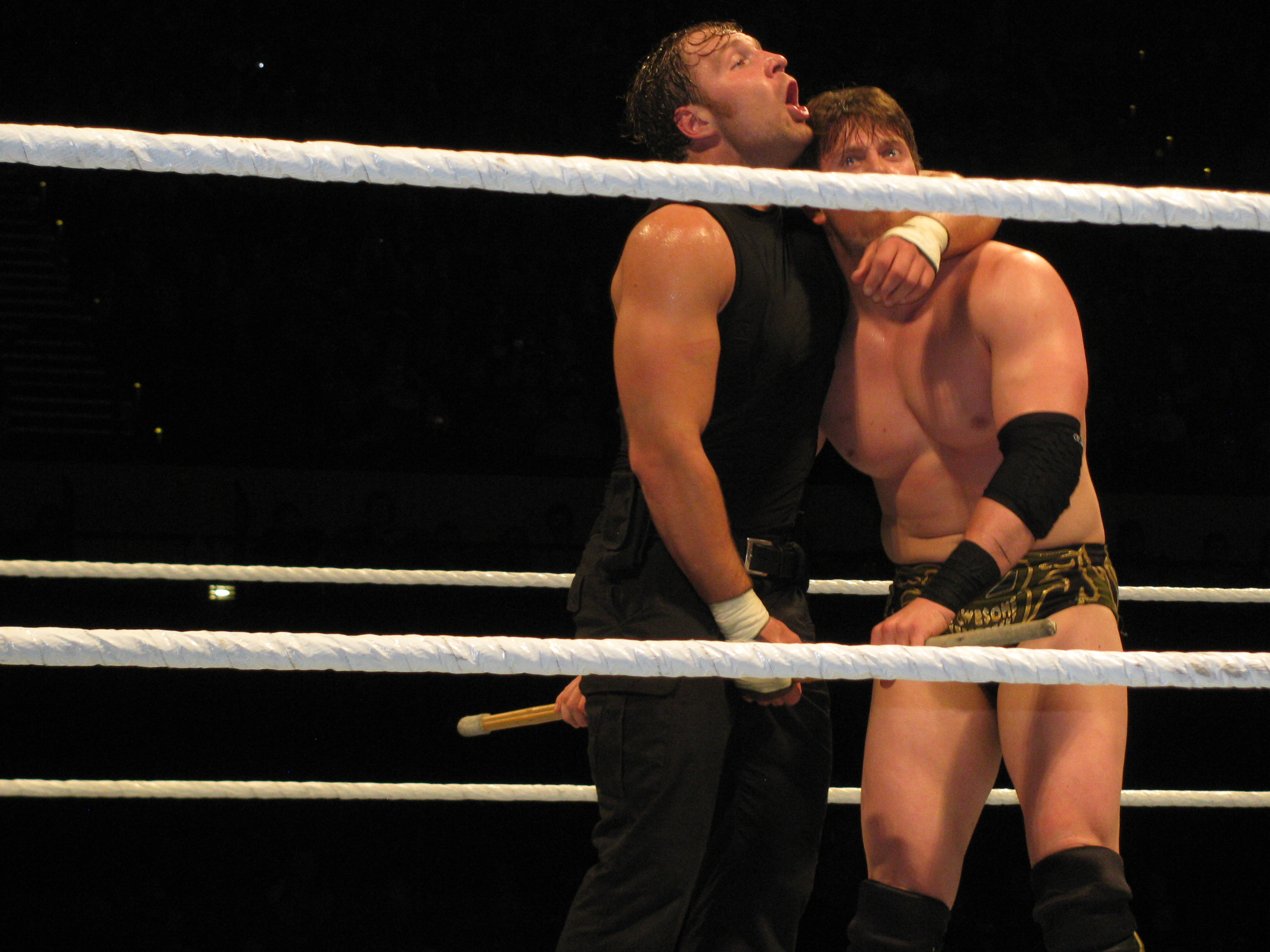
Ambrose se preparando para aplicar o Dirty Deeds (headlock driver) em The Miz.

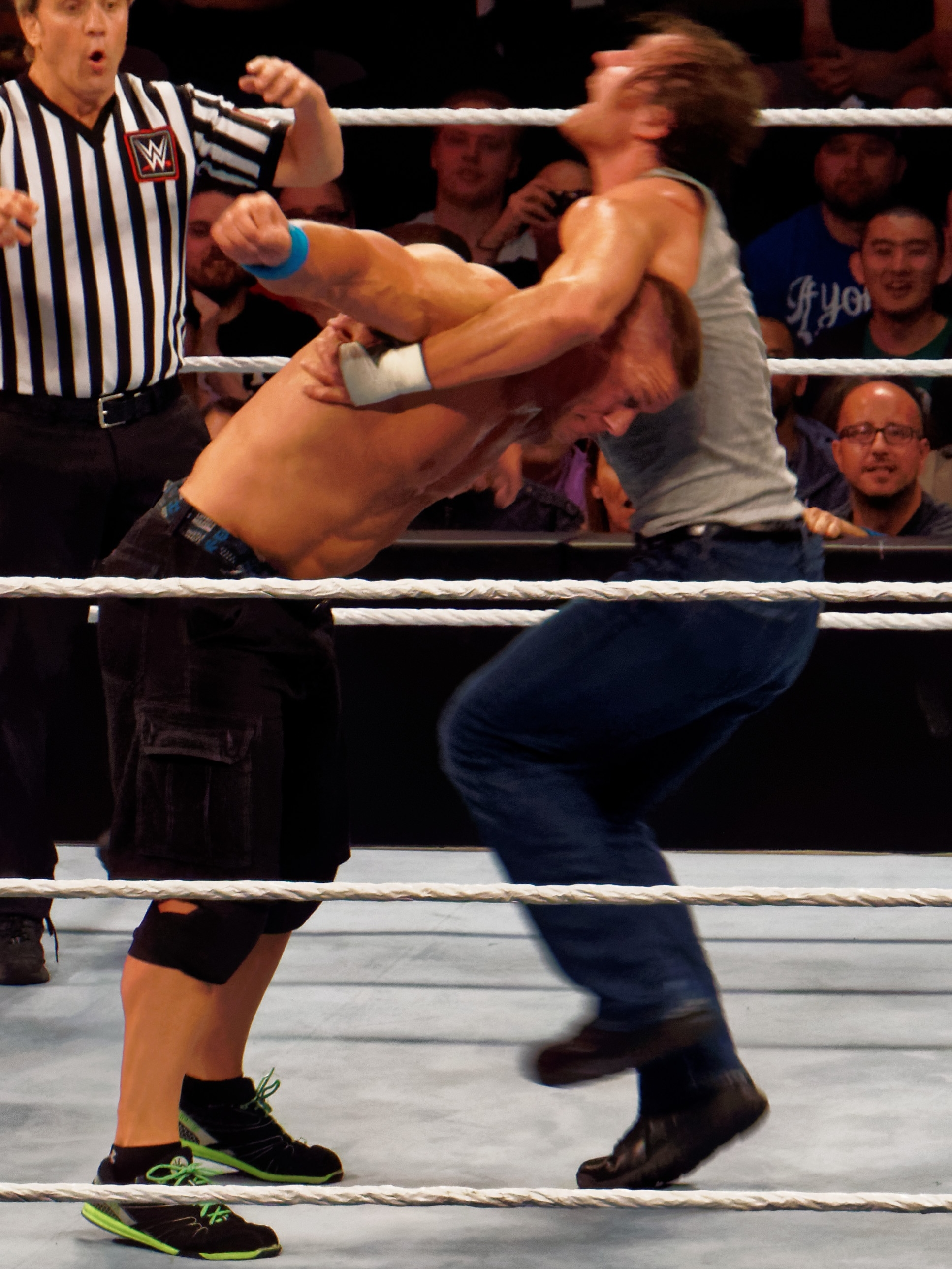
Ambrose aplicando o Dirty Deeds (snap double underhook DDT) em John Cena.Durante o US Open Challenge de Cena

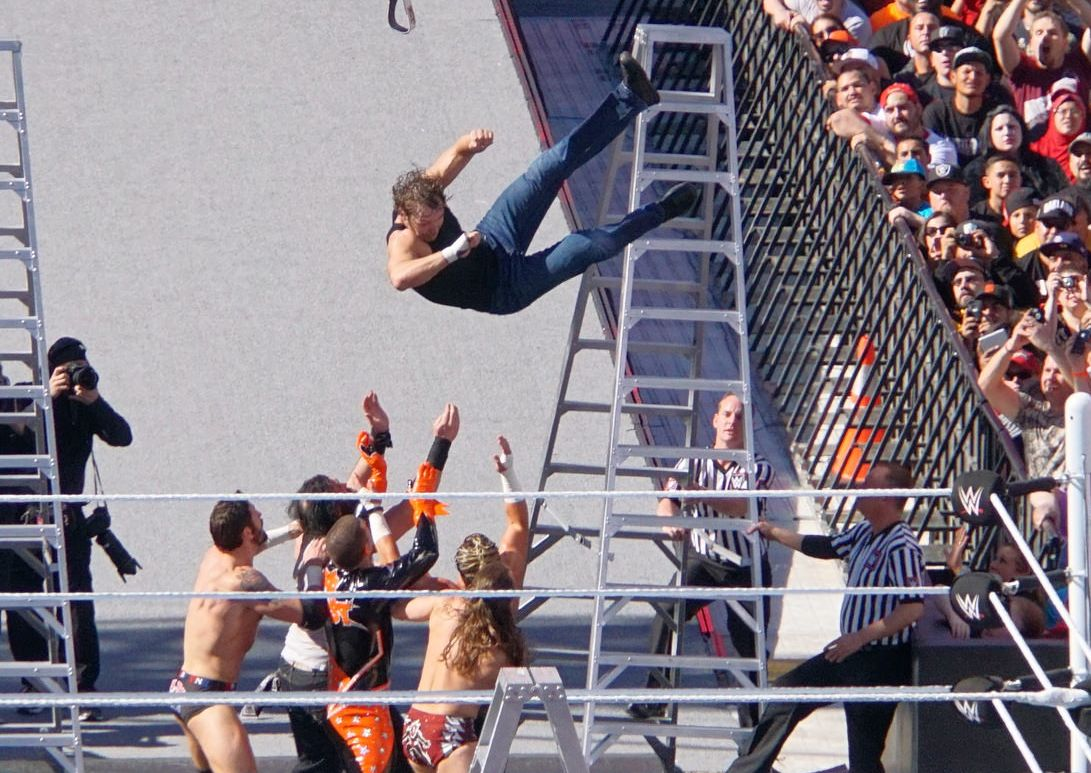
Ambrose aplicando um diving elbow drop do topo de uma escada no WrestleMania 31.

- Movimentos de finalização
  - Como Dean Ambrose
    - Dirty Deeds[320][321] (Headlock driver – 2012–2014[322][323][324] ou um snap double underhook DDT[325] – 2014–2019)[326][327]
    - Midnight Special (Over the shoulder back-to-belly piledriver)[27][328] (FCW)
    - Regal Stretch (Arm trap cross-legged STF) (FCW) – parodiado de William Regal[329]

  - Como Jon Moxley
    - Hook and Ladder (Chickenwing facebuster)[330][331]
    - Moxicity (Spinning side slam)[3][332]
    - One Hitter (Vertical suplex DDT)[331]
    - Rear naked choke
    - Running cutter[333]
    - Paradigm Shift (AEW) / Death Rider (NJPW) (elevated snap double underhook DDT) (2019-presente)
    - Texas Cloverleaf
- Movimentos secundários
  - Como Dean Ambrose
    - Corner forearm smash[334] seguido por um running bulldog, com teatralidade[335]
    - Diving elbow drop em um oponente de pé e/ou do lado de fora do ringue[336]
    - Double leg takedown seguidos por múltiplos socos[337][338]
    - Double underhook superplex[339][340][341][342]
    - Front missile dropkick[343]
    - Knee strike na metade do corpo, em um oponente vindo[344][345][346][347]
    - Knee Trembler (Running knee lift)[329] (FCW) – parodiado de William Regal
    - Lunatic Lariat[348][349] (um pendulum lariat,[320][350][351][352] ou um rebound clothesline em um oponente do lado de fora do ringue, precedido por um encosto nas cordas)[343]
    - Running crossbody seguido por múltiplos socos[350][353]
    - Running front dropkick em um oponente contra as cordas[354]
    - Snap DDT[320][350][355][356]
    - Snap elbow drop[344][351][357][358]
    - Suicide dive[359]
    - Tornado DDT[337][360][361]

  - Como Jon Moxley
    - Crossface chickenwing[330][331][333]
    - Powerbomb[330][331][333]
    - Piledriver[331]
    - Snap DDT[330][333]
    - Superplex[3][333][362]
    - Vertical suplex powerbomb[331]
- Managers
  - Roman Reigns
  - Christina Von Eerie[363]
- Alcunhas
  - "The Lunatic Fringe" (WWE)[364]
  - "Street Dog"[365]
  - "The (Self-Professed) Iron Man (of the WWE)"[366][367][368]
- Temas de entrada
  - Como Jon Moxley
    - "Hybrid Moments" por Shyko[369] (Chikara)
    - "Unscripted Violence" by Violent Idols (AEW)
    - "Death Rider" by FusionRocker (NJPW)

  - Como Dean Ambrose
    - "Special Op" por Jim Johnston (18 de novembro de 2012 – 9 de junho de 2014; usado enquanto parte da The Shield)[370]
    - "Retaliation" por CFO$[371]

## Títulos e prêmios
- All Elite Wrestling
  - AEW World Championship (4 vezes)[372]
  - AEW Interim World Championship (1 vez)[373]
  - AEW International Championship (1 vez)[374]
  - Torneio para definir o desafiante #1 ao AEW World Championship (2020)[375]
  - Eliminator Series pelo AEW World Championship interino (2022)[376]
  - Torneio dos Campeões do AEW Grand Slam (2022)[377]
- Combat Zone Wrestling
  - CZW World Heavyweight Championship (2 vezes)[378][7][331][332]
- Full Impact Pro
  - FIP World Heavyweight Championship (1 vez)[7][19][331]
- Game Changer Wrestling
  - GCW World Championship (1 vez)[379][380]
- Heartland Wrestling Association
  - HWA Heavyweight Championship (3 vezes)[3][332][365]
  - HWA Tag Team Championship (5 vezes) – com Jimmy Turner (1), Ric Byrne (1), Cody Hawk (1) e King Vu (2)[3][332][365]
  - Torneio Drake Younger Invitational (2009)[381]
- Mad-Pro Wrestling
  - MPW Heavyweight Championship (1 vez)[378]
  - MPW Tag Team Championship (1 vez) – com Dustin Rayz[378]
- Insanity Pro Wrestling
  - IPW World Heavyweight Championship (2 vezes)[362][365][382]
  - IPW Mid-American Championship (1 vez)[3][332][362][365]
- International Wrestling Association
  - IWA World Tag Team Championship (1 vez) – com Hade Vansen[3][331][332][365]
- New Japan Pro Wrestling
  - IWGP World Heavyweight Championship (1 vez)
  - IWGP United States Heavyweight Championship (2 vezes)[383]
- Pro Wrestling Illustrated
  - Rivalidade do Ano (2014)[384] vs. Seth Rollins
  - Lutador Mais Popular do Ano (2014, 2015, 2022)[385][386][387]
  - Lutador Inspiração do Ano (2022)[387]
  - Lutador do Ano (2020)[388]
  - PWI colocou-o em 1º dos 500 melhores lutadores no PWI 500 em 2020[389]
- Rolling Stone
  - Melhor História Resumidamente Ressuscitada (2015)[390] vs. Seth Rollins
  - Imprevisível Mais Carismático do Ano (2014)[391]
- Sports Illustrated
  - Lutador Masculino do Ano (2019)[392]
  - Sports Illustrated colocou-o em 2º dos 10 melhores lutadores em 2022[393]
- Westside Xtreme Wrestling
  - wXw World Tag Team Championship (1 vez) – com Sami Callihan[331][394]
  - Torneio pelo wXw World Tag Team Championship (2009) com Sami Callihan[395]
- Wrestling Observer Newsletter
  - Melhor Brawler (2020–2023)[396][397][398][399]
  - Melhor Livro de Pro Wrestling (2021) Mox[397]
  - Rivalidade do Ano (2020) vs. Eddie Kingston[396]
  - Prêmio Memorial Shad Gaspard/Jon Huber (2021)[400]
  - MVP dos EUA/Canadá (2020, 2022)[396][398][399]
  - Lutador do Ano (2020, 2022)[401][398][399]
  - Pior Rivalide do Ano(2013) – como parte da The Authority vs. Big Show[402]
- WWE
  - WWE Championship[a] (1 vez)[403]
  - WWE Intercontinental Championship (3 vezes)[404]
  - WWE United States Championship (1 vez)[405][406]
  - WWE Raw Tag Team Championship (2 vezes) - com Seth Rollins[407]
  - 27º Campeão da Tríplice Coroa[408][409]
  - Oitavo Campeão Grand Slam ((no formato atual ; 16º no total)[408][409]
  - Money in the Bank (2016)[164]
  - Slammy Awards (5 vezes)
    - Revelação do ano (2013, 2014)[410] em 2013 como parte da The Shield
    - Facção do ano (2013, 2014) com Seth Rollins e Roman Reigns como The Shield[410]
    - Trending Now (Hashtag) do Ano (2013) – #BelieveInTheShield com Seth Rollins e Roman Reigns como The Shield

  - WWE Year-End Awards (2 vezes)
    - Melhor Reunião (2018) – enquanto parte do The Shield[411]
    - Retorno do Ano (2018)[411]

### Submission grappling
- North American Grappling Association
  - Medalista de Ouro no NAGA Cincinnati Grappling Championship - Masculino No-Gi / Iniciante / 102 a 113,5 kg (Superpeso / Master (30+))[412][413][414]